# 古吉拉特邦
古吉拉特邦（古吉拉特語： 發音：[ˈɡudʒəɾat̪] ⓘ，ISO：Gujarāt），印度西部的邦，首府为甘地讷格尔，最大城市为阿美達巴德，官方语言为古吉拉特语和印地语。其西南部濒临阿拉伯海，海岸线长约1600公里，绝大部分在卡提阿瓦半岛，是海岸线最长的邦。北部与拉贾斯坦邦及巴基斯坦信德省接壤，南部和东南部毗邻马哈拉施特拉邦、第烏，向东和中央邦接壤。
古吉拉特邦位居印度河流域文明的核心地带，有23处印度河文明遗址，数目为全印度最多，洛塔遗址是世界上已知最早的船坞。古吉拉特在历史上长期是印度的海洋商贸重地，在孔雀王朝和笈多王朝时代就是印度航海的重地，珀鲁杰为重要商港。在14世纪至16世纪的印度洋穆斯林贸易中，古吉拉特亦有重要地位，古吉拉特苏丹国的肯帕德等大商港以商贸富庶、文化多元闻名于世，而后莫卧儿帝国的苏拉特港以丝绸和钻石贸易闻名，号称“麦加之门”，古吉拉特人曾组成广泛且密集的商贸网络，商贸传统深厚。
古吉拉特邦的工业化程度位居全国前列，失业率也长期保持在低水平，是印度出口额最高的邦，占全国出口总额约三分之一。截至2024年，其地区生产总值位居印度第五位。尽管如此，古吉拉特邦的一些社会指标排名较后，也面临着宗教暴力问题。古吉拉特邦也是印度四个禁酒邦之一。

## 名称
古吉拉特，又译为古茶拉底，古称瞿折罗、胡茶辣，意为“瞿折罗人之地”。瞿折罗人是印度西部的一支农牧民群体，在8世纪至9世纪统治古吉拉特地区。在莫卧儿时代之前，“古吉拉特”一词泛指当代古吉拉特邦和拉贾斯坦邦的部分地区。

## 历史

### 古代历史

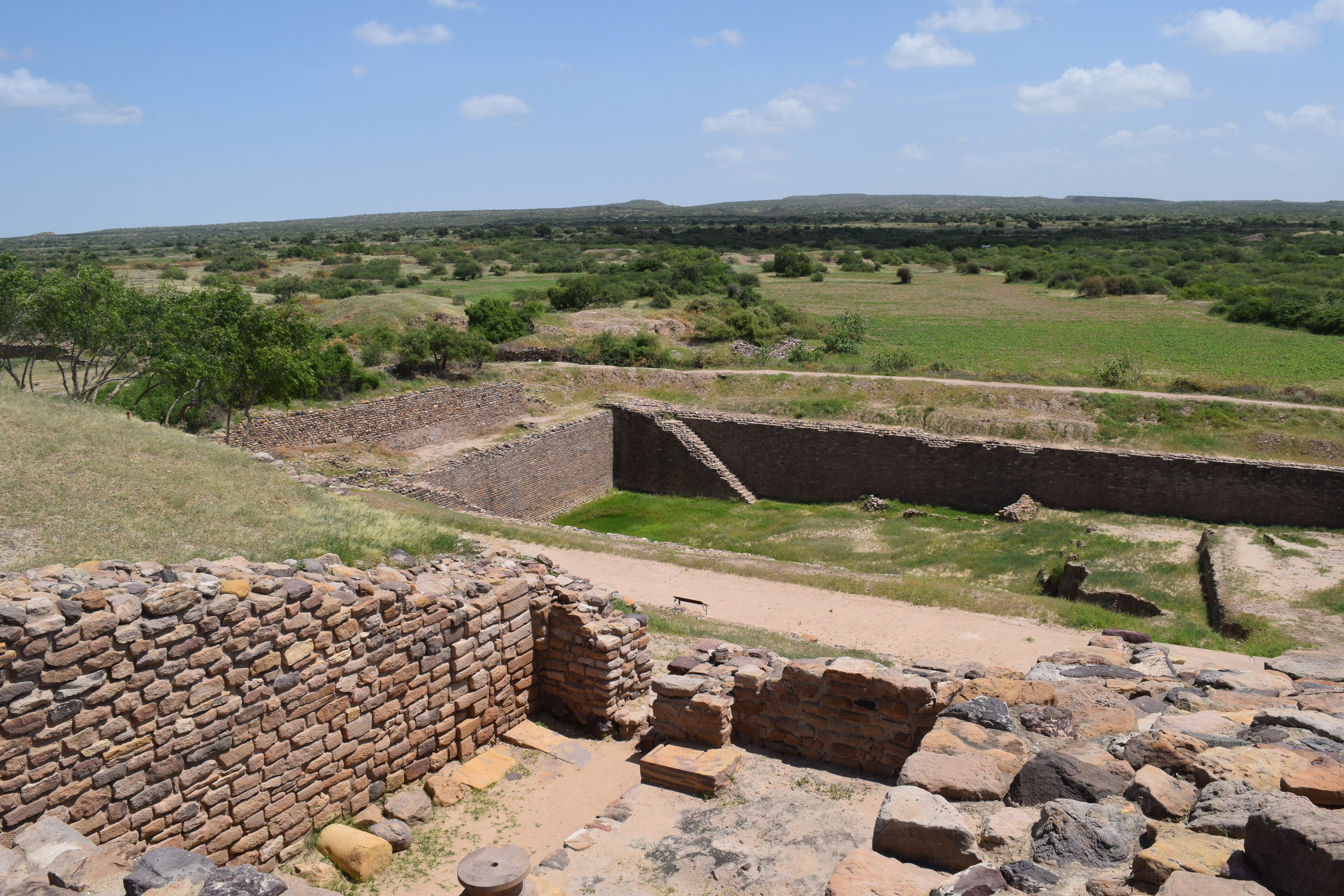
多拉维拉古城，印度河流域文明遗址

古吉拉特邦地处印度河流域文明的核心区域，共发现有约五十处古文明遗址。这里分布有洛塔、多拉维拉、戈拉-多罗等重镇，印度最早的港口就是在洛塔开辟的。古吉拉特在远古时期就因商业闻名，有证据表明，在公元前1000年至公元前750年间，古吉拉特与埃及、巴林和苏美尔人有商贸往来。西方人亦较早获知此地之存在，最早载于罗马帝国早期的《爱利脱利亚海周航记》。这里先后由孔雀王朝、百乘王朝、笈多王朝、瞿折罗-普腊蒂哈腊王朝、西薩特拉普王朝、伐臘毗王國、古吉拉特苏丹国、巴罗达土邦等政权统治。
孔雀王朝的雄主旃陀罗笈多在古吉拉特开疆扩土，将之纳入统治。公元前322年至294年，由吠舍种姓的布夏笈多（Pushyagupta）统治娑罗蹉地区，治所设于吉梨那伽罗（Girinagar，今朱納格特）。他主持兴修水利，在苏达尔沙纳湖开辟堤坝。阿育王在位时期，下令将其敕谕镌刻在朱納格特的岩石上，还主持在苏达尔沙纳湖开凿运河。随着孔雀王朝国力衰弱，印度-希臘王國势力不断扩张。有16世纪的手稿记载，一位印度-帕提亚君主冈多法勒斯派遣使节，和使徒多马在印度着陆，据推测就是发生在古吉拉特。从公元1世纪起的近三百年间，塞迦人在古吉拉特扮演重要角色，建立西薩特拉普王朝，统治印度西部。2世纪，百乘王朝的乔达密补特罗·萨陀迦罗尼率军击败西萨特拉普王朝，征服了古吉拉特的部分地区。
4世纪，笈多王朝的旃陀罗·笈多二世征服古吉拉特，终结了塞迦人的统治。之后由塞建陀笈多即位，他下令整修因洪水毁损的苏达尔沙纳湖堤坝，并记录在朱納格特石碑上。5世纪中叶，笈多王朝走向衰落，犀那波底·婆多罗迦（Senapati Bhatarka）将军趁机建立邁特拉卡王朝，定都于娑罗蹉东岸的伐臘毗，近包纳加尔，逐步崛起为西印度强权，势力范围由古吉拉特延伸入摩腊婆地区，亦以学术兴盛闻名。中原僧人玄奘和义净都曾在7世纪时到访这里。

### 中世历史

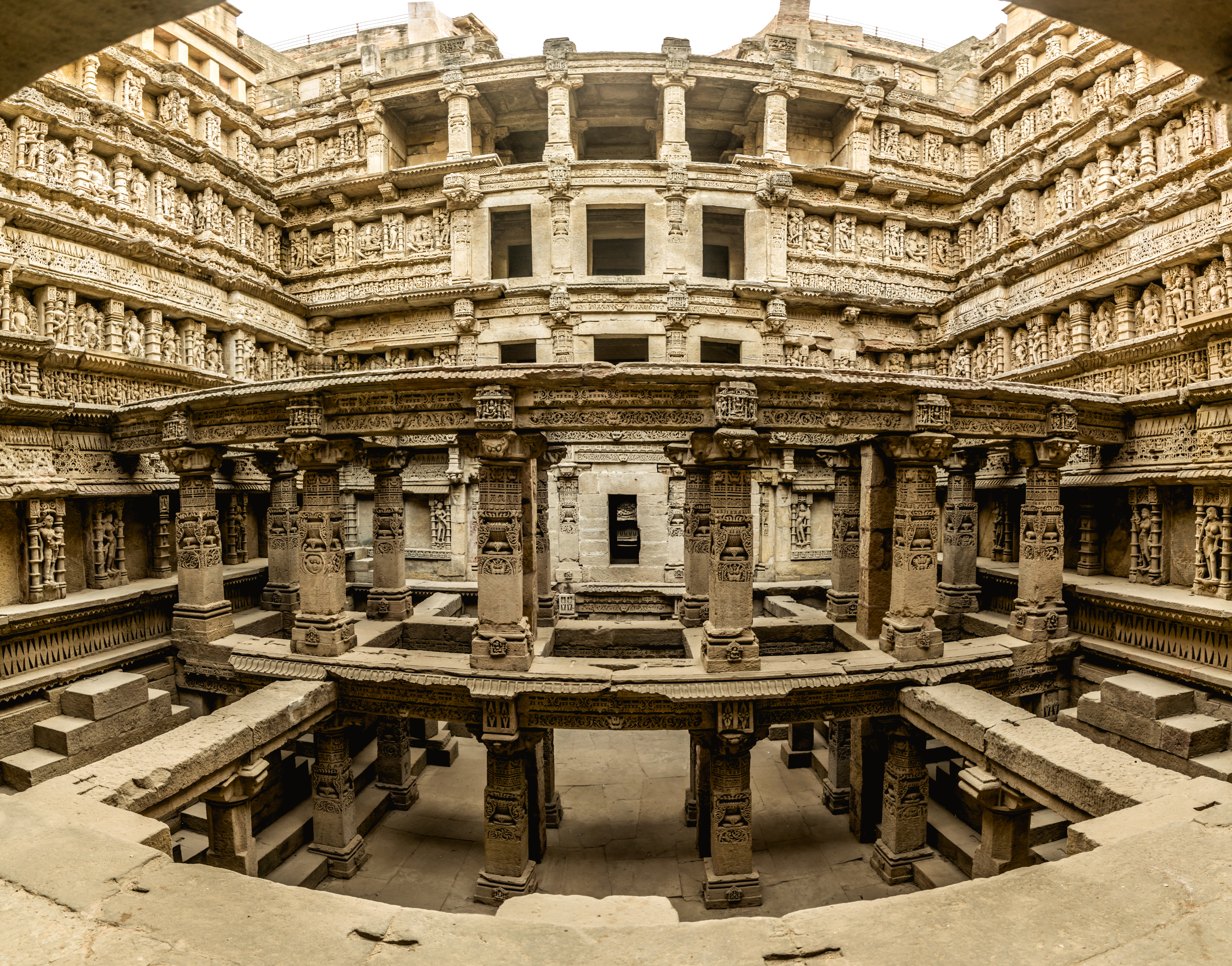
帕坦王后階梯井，建于遮娄其王朝时期

8世纪早期，倭马亚王朝的阿拉伯人不断扩张，攻入今巴基斯坦的信德地区。730年，倭马亚王朝东侵，遭瞿折罗-普腊蒂哈腊王朝、遮娄其王朝、古希拉王朝联军击败，被逐出古吉拉特，退守印度河以西。
8世纪晚期至10世纪，瞿折罗-普腊蒂哈腊王朝、罗湿陀罗拘陀王朝、波罗王朝在印度次大陆形成三足鼎立之势，古吉拉特北部属瞿折罗-普腊蒂哈腊的拉其普特王公统治，而南部则由南印度的罗湿陀罗拘陀王朝统治。10世纪时，西遮娄其王朝从罗湿陀罗拘陀王朝之手中夺取了古吉拉特南部的拉塔地区（Lāṭa）。
这一时期，为躲避穆斯林入侵及迫害，波斯的琐罗亚斯德教徒迁入西印度，成为后世的帕西人的祖先。
960年至1243年，遮娄其王朝统治古吉拉特，都城在安希尔瓦拉，近今帕坦。古吉拉特在这一时期是印度洋贸易的中心，1000年时，安希尔瓦拉的人口达10万，为印度一大都市。古吉拉特所生产的棉布在埃及和东印度群岛都有发现。1243年，原遮娄其的封臣瓦盖拉王朝取代其宗主，得以统治古吉拉特，并于1292年起臣服于德干高原的雅達瓦王朝。1297年，德里苏丹国军队击败瓦盖拉王朝，占领古吉拉特，瓦盖拉王朝的末代君主就此成为古吉拉特最后一位印度教君主，拉其普特时代亦就此结束。

### 穆斯林统治

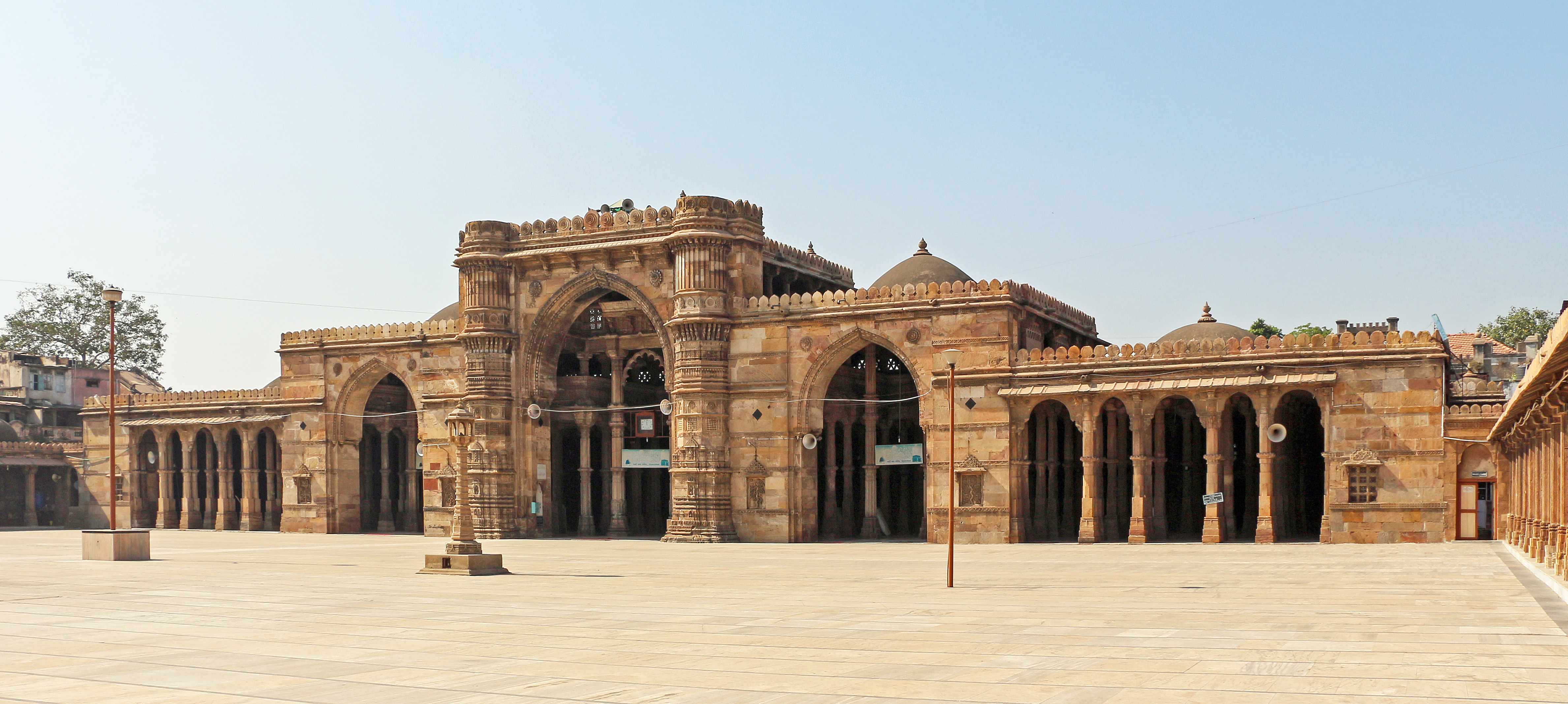
阿美達巴德的贾玛清真寺 (艾哈迈达巴德)

12世纪至13世纪，阿拉伯商人群体在古吉拉特蓬勃发展。1197年，古尔王朝的庫特布丁·艾伊拜克就曾入侵古吉拉特，但未能攻克这里。1297年，德里苏丹国的阿拉丁·卡尔吉终于顺利征服古吉拉特，洗劫都城安希尔瓦拉。14世纪末，德里苏丹国惨败于帖木儿，国力大大衰弱，古吉拉特的卡特里种姓总督扎法尔·汗·穆扎法尔于是自立为苏丹，建立古吉拉特苏丹国，其子艾哈迈德沙建都阿美達巴德。肯帕德兴起成为新的海洋商贸中心。古吉拉特在随后的两百年中成为印度洋贸易的主要力量，亦因而繁荣富庶，吸引了周边地区的学者、教士和商人，涉足商品贸易、经纪、换汇、放贷和银行业务等各种行当。
古吉拉特在当时为穆斯林世界的重要一员，与埃及的商贸文化往来非常频繁，亦吸引了中亚、波斯、也门、安达卢斯等地的学者和苏菲派教士前来居住。古吉拉特和奥斯曼帝国结盟，共同与葡萄牙商队抗衡，保护红海商船和吉达港，土耳其精英在古吉拉特宫廷效力，担任維齊爾，辅佐苏丹。1508年，古吉拉特船队还同奥斯曼及埃及船队结盟，在乔尔战役中击败葡萄牙舰队，这也是葡萄牙人首次在印度洋战败。

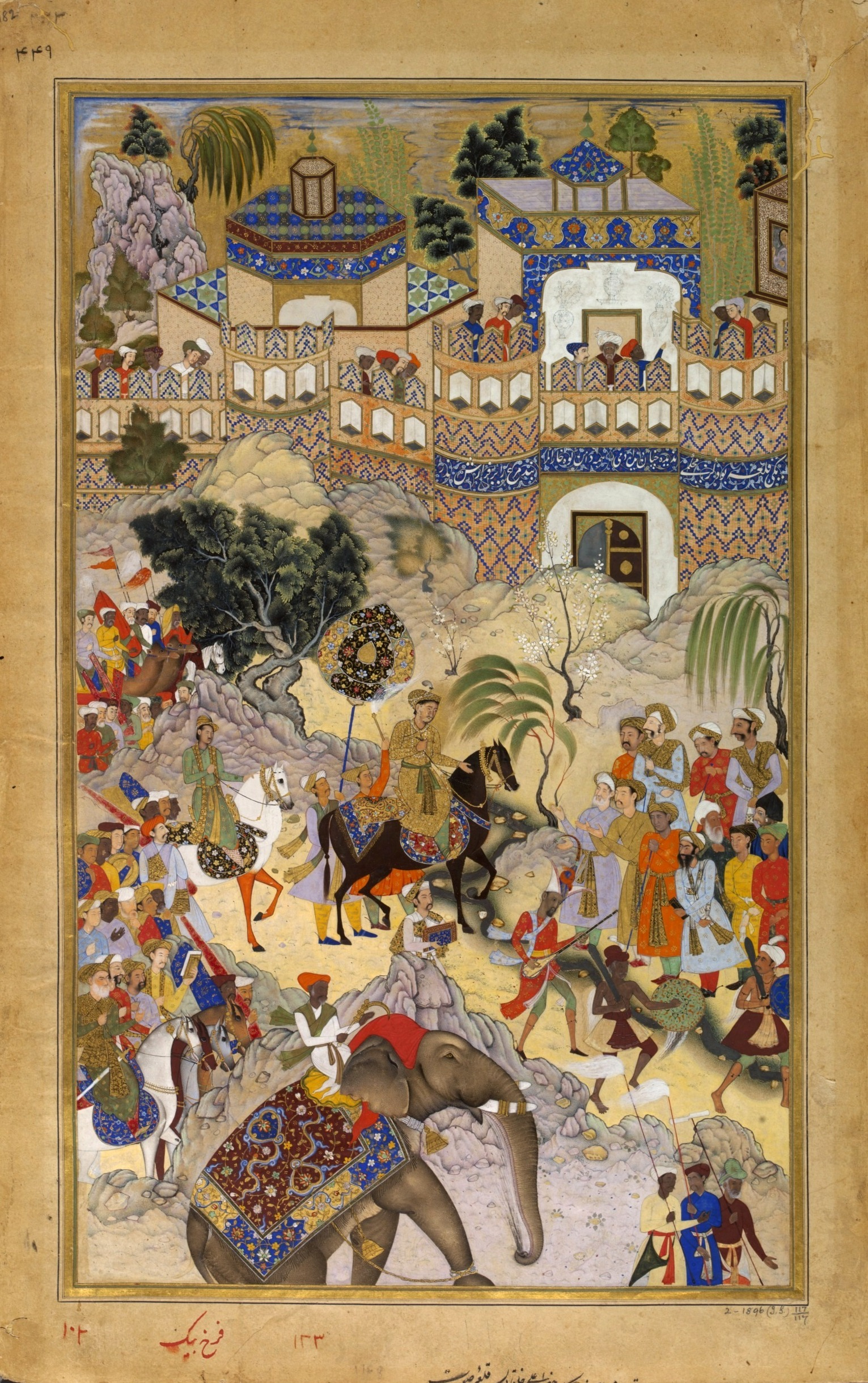
莫卧儿皇帝阿克巴率军进占苏拉特

马六甲的葡萄牙官员托梅·皮雷斯将古吉拉特人的贸易网络比喻为“肯帕德的臂膀”，向西伸向亚丁，向东伸向马六甲，古吉拉特人“像意大利人一样了解商品贸易”，“勤劳而敏锐”。旅行家伊本·白图泰称赞肯帕德外商云集，以其精美的建筑艺术而可称是顶尖美丽的城市。这些外商多是来自南阿拉伯和波斯湾，随季风而定期居住于此，但也有一些阿拉伯和波斯人同当地妇女通婚，从而吸收印度教习俗。出口商品琳琅满目，有薄纱、印花布、丝绸、红玉髓、生姜等香料、芳香剂、鸦片、靛蓝等染料、谷物和豆类，许多都是出口到波斯，并以此交换珍珠和马匹。古吉拉特苏丹亦因而有充足的财力赞助宗教艺术，吸引了大量学者、诗人在宫廷里效力。
1572年，莫卧儿帝国的阿克巴大帝征服了古吉拉特。在莫卧儿时代，苏拉特成为印度的主要商港，以丝绸和钻石贸易闻名，地位可与当时的威尼斯和北京媲美，号称“麦加之门”（Bab al-Makkah）。在阿克巴治下，宗教文化亦呈现多元繁荣的局面，苏菲派和琐罗亚斯德教群体皆在古吉拉特发展壮大。16世纪的欧洲人常将古吉拉特视为一处极度富裕的土地，在16世纪70年代早期，仅古吉拉特的海关收入就已是葡萄牙帝国极盛时（1586年至1587年）在亚洲总收入的三倍之多。英国人记载，当时已有苏拉特的房屋使用君士坦丁堡进口而来的威尼斯玻璃窗。1514年，葡萄牙探险家杜阿尔特·巴尔博萨将兰德尔誉为“清真寺之城”，汇集了世界各地的伊斯兰学者、苏菲圣人、印度洋商人，富饶宜人。征服古吉拉特之后，莫卧儿帝国的商船就可以自由进出阿拉伯海，掌控了通向麦加的贸易及朝觐门户，大大增加其国库收入。
古吉拉特人受益于印度洋航海贸易，也在世界各地的商港组成了密集的商贸网络。以一些航海种姓群体为先驱，古吉拉特人主宰当时的航运界，包括科贾、博赫拉、巴蒂亚-沙阿班达尔、纳库达等。1497年，葡萄牙探险家瓦斯科·達伽馬开辟了西欧到印度的新航线，其船队里就有一名古吉拉特的卡奇人水手，为达伽马指明了东非海岸前往印度马拉巴尔海岸的卡利卡特的路线。古吉拉特商人西到东非，东到菲律宾群岛，甚至在俄罗斯内陆也有涉足。
古吉拉特是阿克巴最初建立的十二个苏巴之一，为最高级别的区划，首府位于阿美達巴德。莫卧儿帝国的第六位皇帝奥朗则布出生在古吉拉特的达霍德，是沙贾汉的第三子，在即位前担任古吉拉特的蘇巴達爾，即总督。
17世纪中叶，莫卧儿帝国步入衰落，马拉塔人在西印度逐步兴起，其君主希瓦吉在1664年和1672年两度进攻苏拉特。同时，葡萄牙人、荷兰人、英国人亦积极在古吉拉特扩张势力。马拉塔人得以统治古吉拉特部分地区，在当地征税纳贡，随后又由马拉塔王公达马吉·拉奥·盖克瓦德建立盖克瓦德王朝统治古吉拉特，定都巴罗达。盖克瓦德和马拉塔佩什瓦宰相之间展开对抗，英国人趁机从中干涉。马拉塔人在萨乌拉施特拉遭到较强的抵抗，当地的本土王公随着莫卧儿帝国衰落而兴起自立，包括朱纳格特、贾姆纳加尔、巴夫纳加尔等。

### 殖民时期

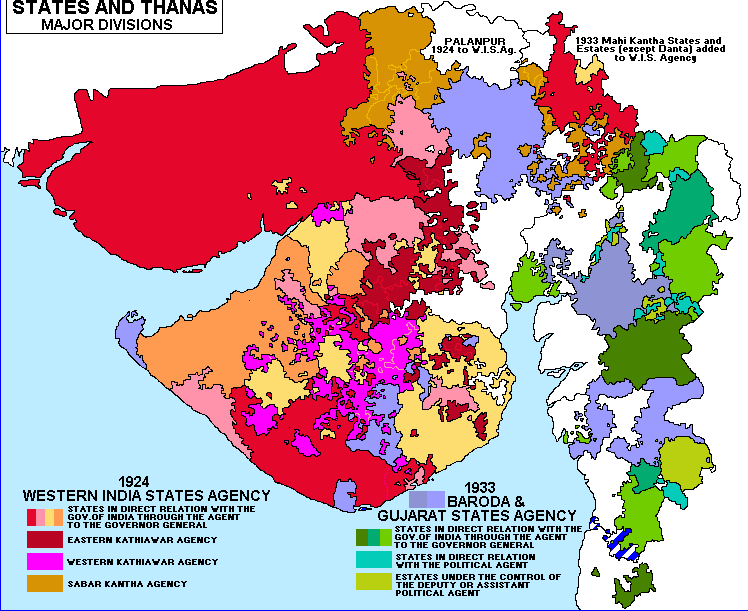
1924年古吉拉特的土邦分布

早在17世纪初期，荷兰、法国、英国、葡萄牙就都在古吉拉特西海岸设立据点，以葡萄牙人为最早，他们借着1509年第乌战役，佔得达曼-第乌、达德拉-纳加尔哈维利为领地，由葡屬印度当局管理达450多年。1614年，英国东印度公司和莫卧儿皇帝贾汉吉尔签订贸易合约，从而在苏拉特设立了其在印度的首个商站，惟在后世未能与1668年公司由葡萄牙攫取的孟买领地匹敌。1802年至1803年，英国东印度公司军队借由第二次英国—马拉塔战争，控制了古吉拉特大部，许多本地王公同英国人私下媾和而臣服于英国，其中就以巴罗达的盖克瓦德王朝为首。1812年，古吉拉特爆发大瘟疫，近半数人口丧命。
在英属时期，古吉拉特归属于孟买管辖区，但内部的卡提阿瓦半岛、卡奇，以及古吉拉特东部和北部，又有数百个本地王公自治的土邦，其中最大者是盖克瓦德王朝统治的巴罗达土邦，而中部和南部的部分地区，包括阿美達巴德縣、珀鲁杰、凯达、班杰默哈尔斯、苏拉特则直属于英国当局管理。
英国在古吉拉特建立了制度化的官僚系统，工资、晋升、养老和调动皆有明确制度，如税务局、警察局、司法局等，亦建立了政教分离的法律系统和以莱特瓦尔制为核心的税收制度。英国人的官僚系统也被批评以雇佣上层种姓为主，亦有指责称其官僚系统繁文缛节，税收沉重。在莱特瓦尔制度下，农民需按“土质”而非实际产量缴税，造成较重负担。莱特瓦尔制亦允许买卖抵押土地，包税人获得土地使用权，逐步成为实际上掌握土地主动权的人，上层种姓失去对于土地的掌控。在殖民时期，棉花等经济作物的产量激增，乡村手工业陷入衰败。
在莫卧儿时代地位显赫的古吉拉特商人集团大多迁往孟买，苏拉特、珀鲁杰等商港就此衰落，而阿美達巴德因纳入铁路网络，工业有所增长，从而维持其经济地位。古吉拉特商人凭借其在印度洋贸易中积累的商业传统和关系网络，在卡拉奇、孟买等地的经济发展中都扮演了重要角色。如苏拉特的阿拉伯裔印度人和巴格达犹太人，其后裔有孟买富商大卫·沙逊、加尔各答的电影导演埃兹拉·米尔等，他们在19世纪后半叶的上海公共租界亦有重要的商贸地位。随着古吉拉特上层群体生活及审美趋于西化，印度本土珠宝和奢侈服装市场不断萎缩，同时，英国人大量倾销性价比更高的本土货品，导致本地手工业遭受沉重打击。西式的棉纺工厂逐步取代本土作坊，亦出现股份公司等新型商业组织形态。
随着英式世俗教育系统的建立，新兴的知识分子群体逐步形成，在英国人打造的政治经济框架内，供职于官僚系统和新闻系统，古吉拉特语的报业和文学逐步兴起。但尽管如此，古吉拉特也仅有5%的人口受过近代教育，且大多数印刷品也都使用英语。古吉拉特孕育了许多印度独立运动的重要人物，最著名的即圣雄甘地、萨达尔·瓦拉巴伊·帕特尔、莫拉尔吉·德赛。圣雄甘地曾在凯达、巴尔多利、博尔萨德等多地领导真理永恆和食盐进军运动。

### 印度独立后

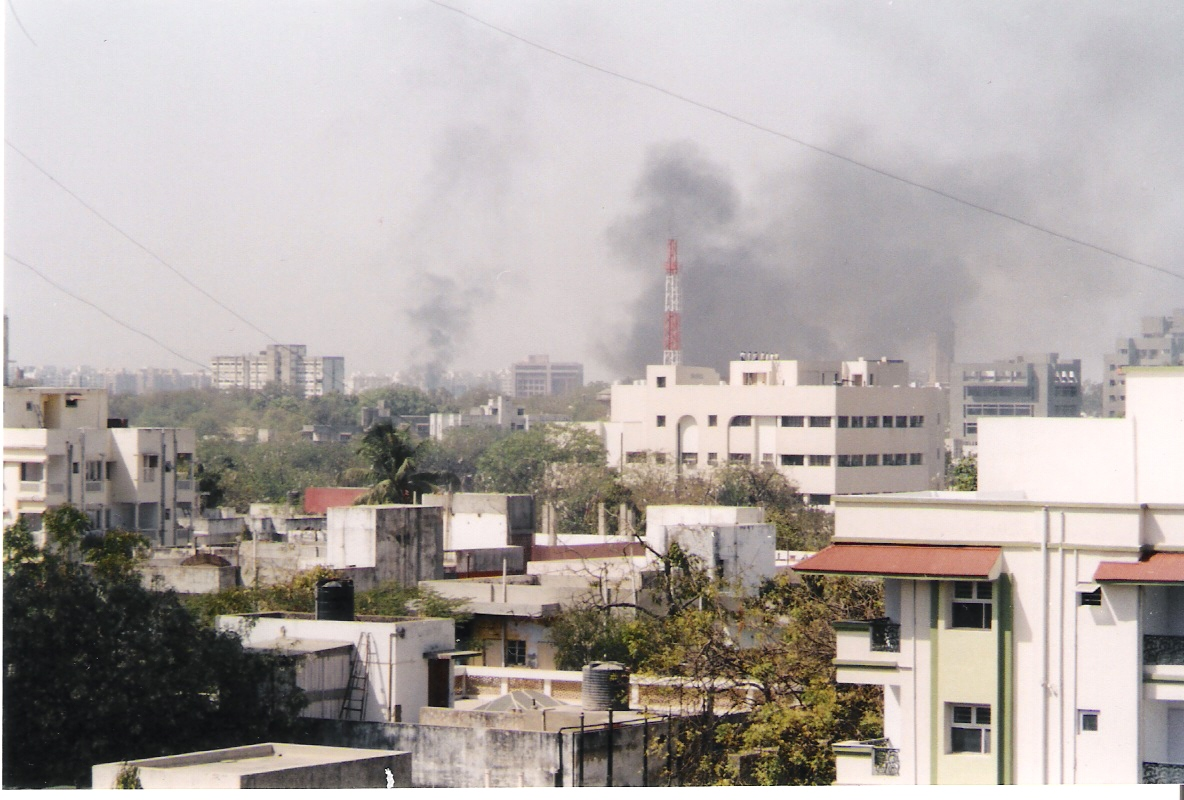
2002年古吉拉特骚乱期间，阿美達巴德燃起浓烟

1947年印度独立，印巴分治，古吉拉特地区由于土邦众多，由印度联邦政府事先划分为三个区域：萨乌拉施特拉邦，包括卡提阿瓦半岛的土邦；卡奇邦；余下原直属于英国孟买管辖区的领土，以及巴罗达土邦等古吉拉特东部土邦的领土则划入孟买邦。朱納格特一度在印巴归属上有争议，通过公投才决定加入印度。萨乌拉施特拉邦和卡奇邦在1956年一并划入孟买邦。这时的孟买邦辖区庞大，北部的古吉拉特人和南部的马拉塔人等其他民族的社会文化差异较大，引发地方民族主义兴起。最终在1960年5月1日，孟买邦北部的古吉拉特语地区另立为古吉拉特邦，首府定于阿美達巴德。1970年，首府迁至新的规划城市甘地讷格尔。
古吉拉特邦的工业发展较快，成为印度重要的工业中心。20世纪70年代，苏拉特的钻石切割业、人造丝生产及大型石化工业蓬勃发展，成为邦内乃至全国的工业重地。当代印度三大私营集团阿达尼集团、塔塔集团、信实工业的创始人均出身自古吉拉特邦。
1974年，古吉拉特中产阶级和学生群体发动建设性改革运动，以抗议当局腐败，对经济状况表达不满，要求首席部长和立法院下台解散，推动彻底改革。当局最终服从民众而解散立法院，重新大选。这也是印度独立之后首次由民众运动推翻民选政府，亦是唯一一次。80年代，当局推行保留制度，为落后群体在教育和就业设置强制配额，导致1981年和1985年两次爆发反保留制度示威，暴露出较严重的种姓矛盾。
独立以来，古吉拉特邦发生了两次重大灾害。1979年，马赫胡河大坝发生溃坝，导致数千人死亡，经济损失惨重。2001年，卡奇县发生7.7级大地震，造成2万人死亡，16.7万人受伤，40万所房屋被毁。
古吉拉特印度教徒和穆斯林之间常年针锋相对，时有严重的流血冲突发生。1969年的宗教骚乱致使至少660人丧命，财产损失达数百万美元。2002年2月，戈特拉一列火车遭焚毁，58名朝圣归来的印度教徒身亡，导致全邦发生宗教骚乱，1044人罹难，其中包括790名穆斯林和254名印度教徒，数百人至今下落不明。2002年9月，两名恐怖分子袭击了阿克萨达姆神庙，造成32人死亡，80余人受伤。2008年7月26日，阿美達巴德发生连环爆炸案，56人死亡，200人受伤。

## 地理

古吉拉特邦地形图

古吉拉特邦位于印度西北部，西北方和巴基斯坦信德省接壤，西南方是阿拉伯海，东侧和南侧与拉贾斯坦邦、中央邦、马哈拉施特拉邦、達德拉-納加爾哈維利和達曼-第烏相邻。其海岸线达1600公里，是印度海岸线最长的邦。东部靠近邦界的地区逐步过渡为丘陵山地，包括阿拉瓦利嶺、西高止山脉、温迪亚山脉等。邦内最长的河流是讷尔默达河，其次是达布蒂河。西北部分布着大卡奇沼泽地，是塔尔沙漠的一片盐沼。中部沿西北至东南方向主要是平原地带。传统上可分为三大区域，北部旧称阿那罗多，南部旧称为罗多，卡提阿瓦半岛旧称萨乌拉施特拉。
古吉拉特邦的气候类型分布多样。平原地区夏季炎热潮湿，冬季寒冷干燥。丘陵地区和沿海地区的夏季较为温和。全邦冬季日均温为29°C，夜均温为12°C。夏季日均温49°C，夜间气温不低于30°C。六月至九月是季风季，较夏季而言，日间温度稍低，但湿度较高，夜间气温在27°C左右。古吉拉特邦总体较为干燥，惟南部地区和丘陵地区在季风季期间有较大降雨量，且全邦降水都集中在季风季，多发洪涝灾害。
根据2011年官方统计，古吉拉特邦的森林覆盖率为9.7%。邦内有四座国家公园，21处自然保护区。西南部的吉爾國家公園是世界上唯一仍有野生亚洲狮栖息的地区，是目前非洲之外唯一的狮群自然栖息地。邦内亦有孟加拉豹分布，集中在萨乌拉施特拉平原和南部山区。植被方面，卡奇湾和肯帕德湾沿海地带属红树林生态地带；古吉拉特邦东部属干燥落叶林；东南部属西高止山区，属湿润落叶林区域；北部和卡提阿瓦半岛则属荆棘灌丛区域。
由于全邦气候相对干旱缺水，地下供水难以满足各行业需求，导致超额抽水问题，面临地下水枯竭的威胁。

## 政治

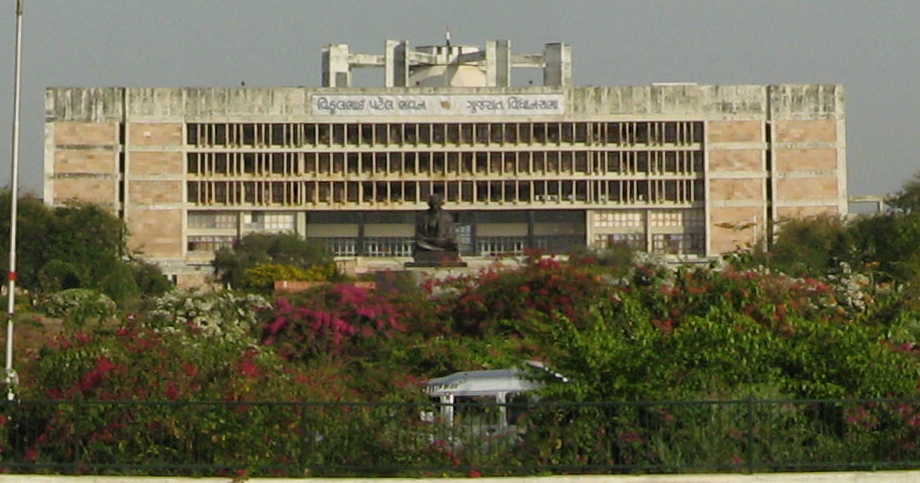
古吉拉特邦立法院，位于甘地讷格尔

古吉拉特邦实行代議民主制和議會制，同印度各邦一致。居民有普遍选举权。邦长为宪政首长，由印度总统任命。邦长是礼仪性的邦元首，而首席部长和内阁负责日常行政工作。立法机关为邦立法院，为一院制，共182议席。其中，有13席固定分配予表列种姓，27席予表列部落。由议员选出议长和副议长主持议会，每届议会任期五年，亦有提前解散的情形。司法机关为古吉拉特邦高等法院及下辖法院系统。行政机关为部长会议，由首席部长领导，由邦长任命立法院优势党派的党魁为首席部长，邦部长会议由邦长参照首席部长建议任命。
1947年印度独立之后，印度国民大会党长期在孟买邦执政，至古吉拉特邦分立后，仍由国大党主导政局。1975年至1977年，印度英迪拉·甘地政府宣布进入紧急状态，国大党的执政虽引发一定不满，但其仍然长期执政至1995年印度人民党胜选，又由印人党连续执政至今。2001年，印人党的纳伦德拉·莫迪出任首席部长，并连续执政至2014年，直至其于当年出任印度总理为止，为古吉拉特邦在任最久的首席部长。
自1960年以来，古吉拉特邦一直实施禁酒政策。

### 行政区划

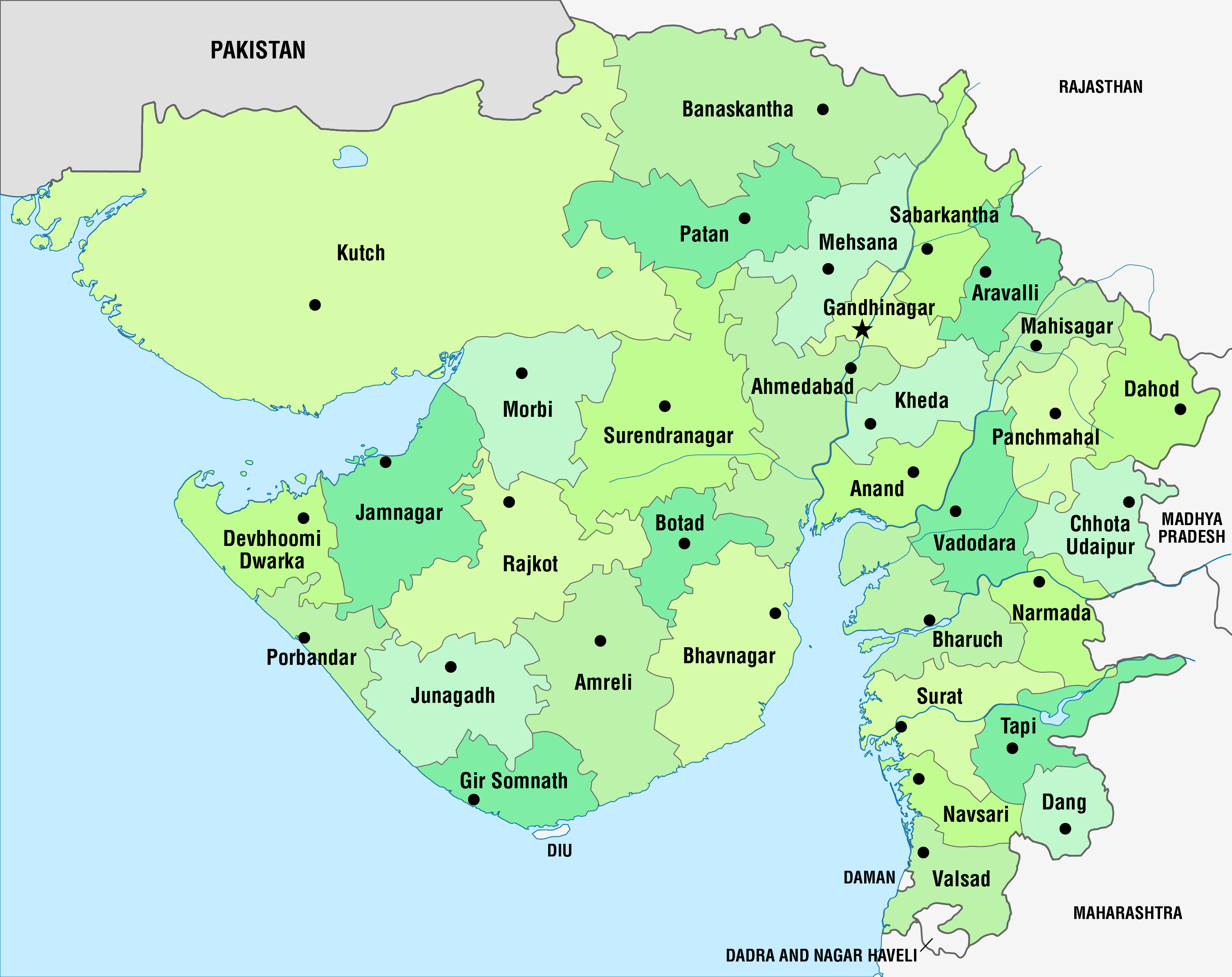
古吉拉特邦行政区划

古吉拉特邦划分为34个县。
| 县                 | 县首府         |
| ------------------ | -------------- |
| 阿美達巴德縣       | 阿美達巴德     |
| 阿姆雷利县         | 阿姆雷利       |
| 阿嫩德县           | 阿嫩德         |
| 阿拉瓦利县         | 莫达萨         |
| 伯纳斯甘塔县       | 巴伦布尔       |
| 珀鲁杰县           | 珀鲁杰         |
| 包纳加尔县         | 包纳加尔       |
| 博达德县           | 博达德         |
| 乔特乌代布尔县     | 乔特乌代布尔   |
| 达霍德县           | 达霍德         |
| 当县               | 阿赫瓦         |
| 代沃普米德瓦尔卡县 | 肯帕利亚       |
| 甘地讷格尔县       | 甘地讷格尔     |
| 吉尔索姆纳特县     | 韦拉沃尔       |
| 贾姆讷格尔县       | 贾姆讷格尔     |
| 朱纳格特县         | 朱納格特       |
| 卡奇县             | 普杰           |
| 凯达县             | 讷迪亚德       |
| 默希萨格尔县       | 卢纳瓦达       |
| 默黑萨纳县         | 默黑萨纳       |
| 莫尔比县           | 莫尔比         |
| 讷尔默达县         | 拉杰比布拉     |
| 瑙萨里县           | 瑙萨里         |
| 班杰默哈尔斯县     | 戈特拉         |
| 帕坦县             | 帕坦           |
| 博尔本德尔县       | 博尔本德尔县   |
| 拉杰果德县         | 拉杰果德       |
| 萨伯尔甘塔县       | 希默德讷格尔   |
| 苏拉特县           | 苏拉特         |
| 苏伦德拉讷格尔县   | 苏伦德拉讷格尔 |
| 达比县             | 维亚拉         |
| 巴罗达县           | 巴罗达         |
| 沃尔萨德县         | 沃尔萨德       |
| 瓦夫-塔拉德县      | 塔拉德         |

## 社会

### 人口
古吉拉特邦语言分布（2011年普查）
古吉拉特邦宗教分布（2011年普查）
根据2011年印度人口普查，古吉拉特邦的人口为60,439,692，其中男性占52.1%，女性占47.9%。有四座人口超过一百万的城市，依次是：阿美達巴德（635.8万）、苏拉特（593.5万）、巴罗达（406.6万）、拉杰果德（139.1万）。
古吉拉特语的母语人口，亦即古吉拉特人，占全邦的大多数，但在阿美達巴德、巴罗达、苏拉特市区，语言分布则多元许多。其中有马尔瓦尔人，是经济移民中一支较大的少数群体；亦有来自印度各地的民族移民至此，还包括葡萄牙裔印度人、英裔印度人、犹太人、帕西人等较小规模的外来群体。此外，自印巴分治之后，亦有一支规模不小的信德族移民群体。种姓方面，以科利人占比最高，达总人口的24%，这是一个传统上从事农业的种姓。

### 宗教
根据2011年人口普查，在古吉拉特邦各宗教信徒人口中，印度教教徒占比最高，达88.57%，其次是穆斯林，占比9.67%。印度教徒在农村地区的占比更加之高，达到93%以上。古吉拉特邦亦有一支较大规模的耆那教信徒群体，占比0.96%，主要聚居在巴罗达、阿美達巴德、苏拉特等城市，其人数在印度各邦中排名第三，次于马哈拉施特拉邦和拉贾斯坦邦。
宗教圣地方面，索姆纳特寺是十二处究提林迦圣地之首，梨俱吠陀中有过记载。邦内亦有多处黑天圣地，黑天信仰气氛浓厚，包括德瓦尔卡迪什神庙、达戈尔、拉妲·达莫达尔神庙。吉尔纳尔山和沙特伦贾亚山都是耆那教的圣山，山上建有庞大的庙宇群。沙特伦贾亚山上的巴利塔纳神庙群是耆那教白衣派和天衣派的至圣之地，山上密集建有九百多座庙宇，为世界仅有的一大奇山。1819年，斯瓦米纳拉扬在阿美達巴德主持修建斯瓦米纳拉扬神庙，是为首座斯瓦米纳拉扬派神庙。阿姆巴吉、乔蒂拉、沙姆拉吉、贝查拉吉、马胡迪、尚凯什瓦尔亦都是朝圣地。

### 语言
古吉拉特邦的官方语言是古吉拉特语和印地语。根据2011年普查，古吉拉特语的母语人口占全邦人口的86%，达5200万人。印地语人口占6%。在城市地区亦有马拉地语人口分布。在古吉拉特穆斯林群体中，88%的人口以古吉拉特语为母语，另有12%的人口操乌尔都语，不过有相当一部分人同时掌握两种语言。古吉拉特穆斯林的传统教育中重视乌尔都语和阿拉伯语学习。
卡奇人以卡奇语为母语，也有很大比例的人口能理解信德语。梅蒙人以梅蒙语为母语，这个群体主要分布在卡提阿瓦半岛，传统上信仰伊斯兰教。农村地区的部落人口主要使用各种比尔语言，东北地区以比利语为主，中部主要是比利语、比拉利语和瓦萨维语，东南部主要是丹基语、瓦尔利语、乔德里语、多迪亚语。
此外，在古吉拉特邦的外来就业人口中，有英语、孟加拉语、卡纳达语、马拉雅拉姆语、馬瓦里語、奥里亚语、旁遮普語、泰米尔语、泰卢固语等各种语言的母语人口。
古吉拉特邦教育系统实行“三种语言”教学分配制度：第一语言的备选是古吉拉特语、印地语、英语；第二语言的备选是古吉拉特语或印地语；第三语言的备选只有印地语。

### 科教

印度管理研究所阿美達巴德校區，是印度顶尖的商业管理院校

古吉拉特邦有2所中央大学和11所国家重点院校。巴罗达大学是邦内唯一采用英语教学的高等院校，科教实力亦在印度排名前列。国家重点院校中，印度理工学院甘地讷格尔校区、印度管理研究所阿美達巴德校區、基础设施技术研究与管理学院、萨达尔·瓦拉巴伊国立理工学院、國立設計學院阿美達巴德校區、印度信息技术学院巴罗达校区都有较高知名度。古吉拉特国立法律大学是印度顶尖的法律院校。印度管理研究所阿美達巴德校區是印度顶尖的管理学院校。
空间应用中心位于阿美達巴德，隶属于印度空间研究组织，是印度电信、遥感、气象、卫星导航等空间技术研究中心之一。印度太空计划之父维克拉姆·萨拉巴伊出身于古吉拉特邦，是印度空间研究组织的创始人。

## 经济

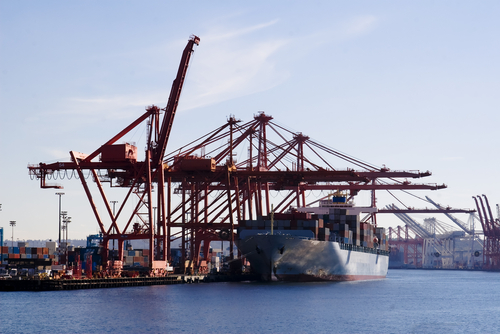
卡奇湾的蒙德拉港，为阿达尼集团私有，是印度规模最大的集装箱港口、规模最大的商业港口

古吉拉特邦是印度工业化程度最高的邦，工业产值和出口量均位居印度各邦首位，人均生产总值位居印度各邦前列。2023年，其出口量占全国总量的33%。主要产业包括化工、石化、乳制品、制药、水泥、陶瓷、珠宝、纺织品、工程业，亦都在印度处于领先地位。先进的工业亦带来大量就业岗位，古吉拉特邦的失业率长期较低，2022年为4.4%，为印度各邦最低。古吉拉特邦沿海地区靠近国际主航道，港口运输业发达，港口货运量位居印度首位，各港口的远洋货物吞吐量占全国40%。位于卡奇湾的蒙德拉港是印度货物吞吐量最大的港口。包纳加尔县的阿朗建有世界上规模最大的船只拆卸厂。
矿业方面，古吉拉特邦矿藏多样而丰富，包括方解石、石膏、锰矿、褐煤、铝土矿、石灰岩、瑪瑙、长石、石英，其原产地的矿业发展比较完善。其纯碱产量占全印度总需求量的98%，食盐产量占全国需求量的78%。贾姆讷格尔是黄铜制品的制造中心。炼油业方面，卡洛尔、肯帕德、安格莱什沃尔都是著名的油气生产基地。信实工业在贾姆讷格尔经营的炼油厂是世界上规模最大的单一地点基层炼油厂。珀鲁杰县的达赫杰港（Dahej Port）建有印度唯一的液体化工港口，全印度三座液化天然气码头中，有两座位于古吉拉特邦。汽车制造业方面，塔塔汽车、印度名爵汽车、AMW卡车都在邦内设有汽车生产基地。苏拉特则以钻石切割业闻名，全世界92%的钻石在此切割抛光，是全球钻石贸易的中心，钻石产业在邦内带来了50万个就业岗位。其制药业规模在印度各邦中位居首位，产量占比达33%，出口量占比达28%，截至2021年，共有130家获美国食品药物管理局认证的制药企业，主要分布在阿美達巴德和巴罗达。
21世纪以来，古吉拉特邦的农业发展较快，年均农业增长率远高于其他邦。2000年至2008年，小麦产量年均增长率达到28%，农业用地占比过半。主要农产品有棉花、花生、椰枣、甘蔗、牛奶及奶制品，是印度最大的牛奶产地，烟草、棉花、花生产量位居印度各邦前列。古吉拉特邦气候种类多样，因此作物种类繁多，种植模式多样，亦应用大棚种植、温室种植、组织培养、土壤数据分析等科技手段，加上合作社生产模式、营销和物流设施发展充分，该邦农业由此快速发展。阿穆尔是印度知名的乳业品牌，其主体由古吉拉特邦260万从业者共同所有，“阿穆尔模式”是印度农业合作社模式的典例。阿穆尔公司发起了印度乳业的“白色革命”，用二十余年发展乳制品行业，缺奶的印度于1998年一跃成为世界上最大的乳制品生产国。
能源产业方面，古吉拉特邦电力产量充足，2023年发电量位居印度首位，除做到自给自足外，亦向12个邦售电。热电、核电及可再生能源发电发展较为齐全，2024年，该邦总发电装机容量中，51.87%来自可再生能源发电，其中以风力发电、太阳能发电为主。
古吉拉特国际金融科技城，缩写为GIFT城，位于甘地讷格尔县，是印度首个新建投入运营的智慧城市，亦是印度首座国际金融服务中心。美国银行、渣打银行、花旗银行、汇丰银行、巴克莱银行、德意志银行、摩根大通等国际金融机构都在此设立了事务处。

## 交通

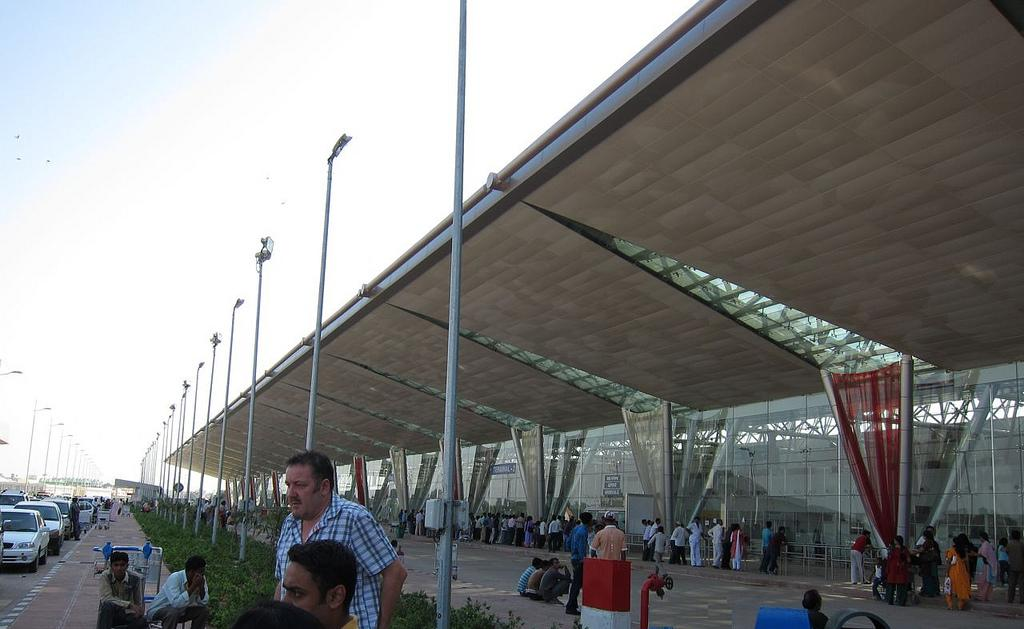
萨达尔·瓦拉巴伊·帕特尔国际机场

古吉拉特邦的交通基础设施发展较为充分，共修建有17条国道，总长4032公里；300多条邦道，总长19761公里。
古吉拉特邦属印度铁路的西部区，以阿美達巴德車站为铁路运输枢纽，也是邦内规模最大的火车站。巴罗达车站则是古吉拉特邦客运量最高的车站，在全印度排名第五位。印度铁路正在规划一条由德里开往孟买，途径古吉拉特邦的货运专线。印度的首条高铁线——孟買—阿美達巴德高速鐵路目前正在施工阶段，通车后将连通阿美達巴德和孟買，最高时速预计可达320公里每小时。阿美達巴德地鐵于2019年正式开放，目前是邦内唯一一个地铁系统，未来计划连通甘地讷格尔和国际金融城。
古吉拉特邦拥有全印度各邦最长的海岸线，坎德拉港是印度西部的主港，主要运输液体和散装货物。私营的蒙德拉港是印度规模最大的集装箱港口、规模最大的商业港口。在次大陆的哈吉拉和卡提阿瓦半岛的戈加之间，运营有达赫杰—戈加海运线滾裝船渡轮线。
古吉拉特邦共有三座国际机场：服务阿美達巴德和甘地讷格尔的萨达尔·瓦拉巴伊·帕特尔国际机场、苏拉特机场、巴罗达机场；另有九座国营非国际机场，两座私营机场。

## 文化

### 文学

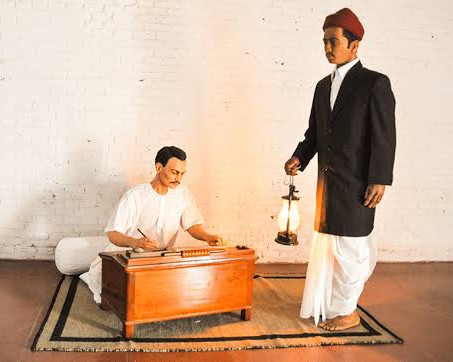
耆那教哲人什里马德·拉杰钱德拉创作《命我成就论》的场景再现

古吉拉特语文学的历史可追溯到公元1000年。著名的古吉拉特作家有金月、南德辛格尔·梅赫达、米拉拜、阿科、普雷马南德·巴特、沙马尔·巴特、达亚拉姆、德勒伯德拉姆、纳尔默德、戈瓦尔丹拉姆·特里帕蒂、圣雄甘地、K·M·蒙希、乌马尚卡尔·乔希、苏雷什·乔希、斯瓦米纳拉扬、潘纳拉尔·帕特尔、拉金德拉·沙。
19世纪至20世纪的近现代是古吉拉特文学的重要时期。纳尔默德是近代文学的先驱，写有《古吉拉特颂》等爱国诗篇，使古吉拉特诗歌在表现主观体验上有了更大自由。德勒伯德拉姆在《威恩传》等长诗批判传统陋习，主张社会改革。南德辛格尔·梅赫达的《卡兰·格赫洛》讲述了古吉拉特最后的拉杰普特国王的故事，是以古拉吉特语创作的首部长篇小说。纳尔默德逝世后，戈瓦尔丹拉姆·特里帕蒂成为文坛盟主，他写有长篇小说《萨尔索蒂·钱德拉》、长诗《爱的印记》等。他既有民族主义情绪，也反对盲目崇拜传统。同时代的诗人，如格拉比等人，丰富了诗歌写作，强调诗歌的韵律应与思想表达合拍。
宗教文学方面，斯瓦米纳拉扬派圣人如布拉赫马南德·斯瓦米、普雷马南德，亦对古吉拉特文学有较大贡献，其著作以拜赞歌、瓦查纳姆鲁特散文的形式为主。耆那教哲人什里马德·拉杰钱德拉著有《命我成就论》，影响力颇大。
剧作方面，现代的古吉拉特戏剧创作受到传统的民间表演形式巴瓦伊很大影响。当代导演凯坦·梅赫塔、山傑·李拉·班沙里在电影创作中亦注意结合传统的巴瓦伊形式，如《何日君能知我心》。

### 音乐和舞蹈
古吉拉特民间歌曲种类繁多。巴罗特、加德维、查兰三大种姓对民间音乐的保存和传承有很大贡献，他们擅长故事讲述、吟诗，可配以传统的鼓乐、弦乐和打击乐器伴奏。传统舞蹈常见于九夜节等节日庆祝，著名的舞种有加尔巴圆圈舞、丹迪亚击棍舞等。

### 饮食

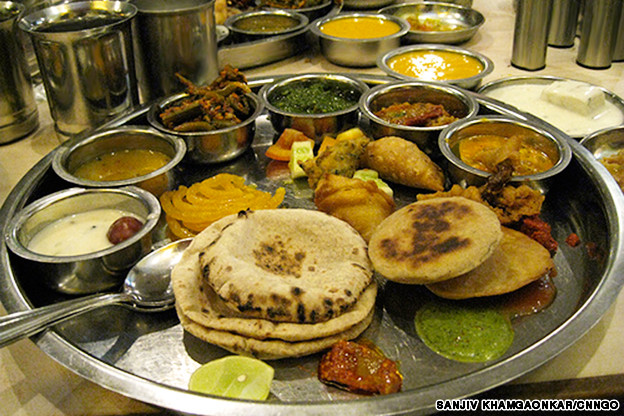
古吉拉特式的塔利

古吉拉特饮食以素食为主，常兼有辣味、咸味和甜味。古吉拉特式的塔利套餐一般有印度麵包或巴克里面饼等主食，印度扁豆湯或香料酸奶汁卡迪，基奇迪扁豆菜饭，佐以咖哩，亦常用印度式腌菜和琼多青芒果碎调味。古吉拉特各地亦都有各自的饮食风格，萨乌拉施特拉人将查斯酪乳当作日常不可或缺的饮品。

### 电影
古吉拉特语电影起源于1932年，首部电影是当年上映的《南德辛格尔·梅赫达》。20世纪60年代至80年代，古吉拉特语电影业比较繁荣，但在随后逐年衰落。2005年，为复兴电影业，古吉拉特邦政府宣布对古吉拉特语电影业全额免税，2016年又出台系列激励政策。近年来，电影业有所复苏。至今已有千余部古吉拉特语影片制作上映。

### 节日

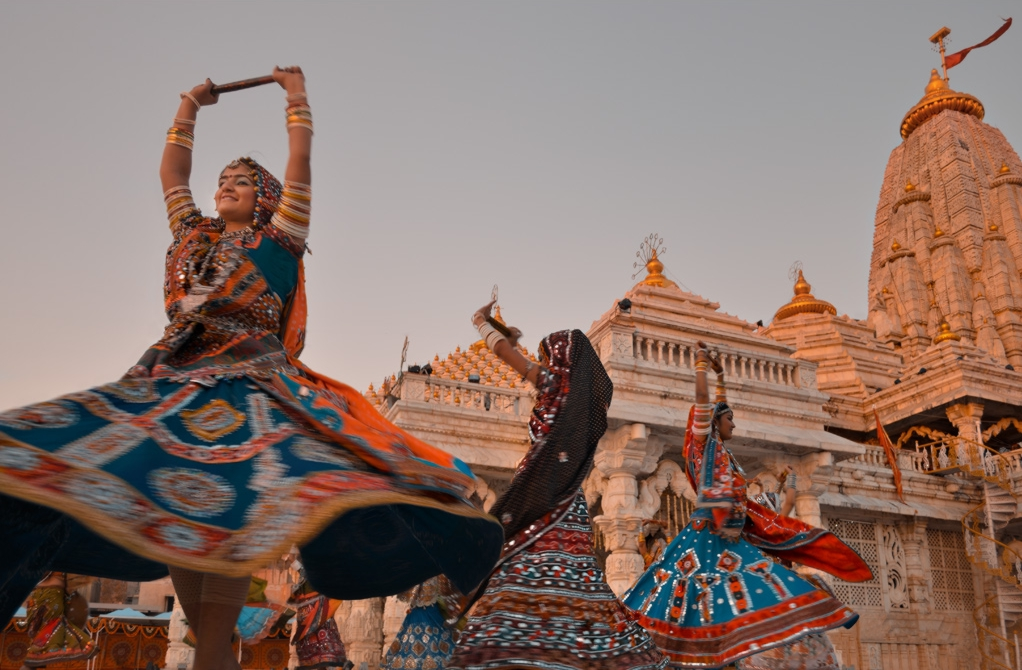
九夜节期间的加尔巴 (舞蹈)圆圈舞表演

古吉拉特人重视九夜节和摩羯节，此外亦庆祝排燈節、侯丽节、黑天诞、耆那教大雄节、伊斯蘭教節日、巴夫纳特集市等。
节日期间，会上演各种传统戏剧和歌舞表演，以巴瓦伊戏剧、加尔巴圆圈舞、丹迪亚击棍舞为主。巴瓦伊戏剧结合娱乐性与宗教仪式性，表达对难近母的虔信。人们身着传统盛装舞蹈庆祝，表演各种风格和步法的加尔巴舞。摩羯节期间，古吉拉特人常放风筝、食用温迪尤蔬菜杂烩庆祝。

### 旅游
古吉拉特邦兼具自然与人文的特色景观。除了海滩度假地外，大卡奇沼泽地、山地小镇萨普塔拉都是知名目的地，同时古吉拉特邦作为唯一的亚洲狮栖息地，亦吸引许多游客。古吉拉特有许多华丽雄伟的宗教建筑，圣地众多，有十二处究提林迦圣地之首索姆纳特寺，耆那教的圣山吉尔纳尔山和沙特伦贾亚山，德瓦尔卡迪什神庙等黑天信仰的圣地。同时，这里的近代建筑融合了伊斯兰教、欧洲和印度传统风格，是印度撒拉遜復興风格建筑的重地等等。这里作为圣雄甘地、萨达尔·帕特尔等印度独立之父的故乡，亦有许多独立运动相关的故地和纪念地吸引参观。2018年10月，团结雕像正式落成，是印度独立领袖萨达尔·帕特尔是雕像，高182米，落成后成为世界上最高的雕像，每天有超过3万人到此游览。
古吉拉特邦也有一批历史悠久的博物馆。卡奇博物馆由卡奇王公创办于1877年。巴罗达博物馆与画廊由巴罗达王公创办于1894年，藏品丰富，有印度教铜像、莫卧儿细密画、西藏佛像、埃及木乃伊，以及透纳、康斯特勃等英国巨匠的画作。许多旧工厂、宫殿、名人故居都活化改造为博物馆供游人参观，如卡利科纺织品博物馆、萨巴尔马蒂道场、拉克什米宫等。
古吉拉特邦节庆气氛浓厚，有许多热闹的节日集会，如朱纳格特的大雄节集市，卡奇的湿婆节集市，莫德拉的传统舞蹈节等。每年印度历六月的第一周，苏伦德拉讷格尔县的塔尔特纳尔都会举办盛大的集市，这是传说中阿周那通过考验而与黑公主成婚的地方，大部分古吉拉特的部落民族都在这里寻找合适的配偶。
古吉拉特邦目前有尚庞–巴瓦加德考古公园、古吉拉特邦帕坦城的王后阶梯井、阿美達巴德歷史城區、多拉维拉古城四处世界遗产。莫德拉太阳神庙为一处11世纪乔卢基王朝时期的蘇利耶神庙，目前为一处由印度考古研究所重点保护的古迹，2022年列入世界遗产预备名单。

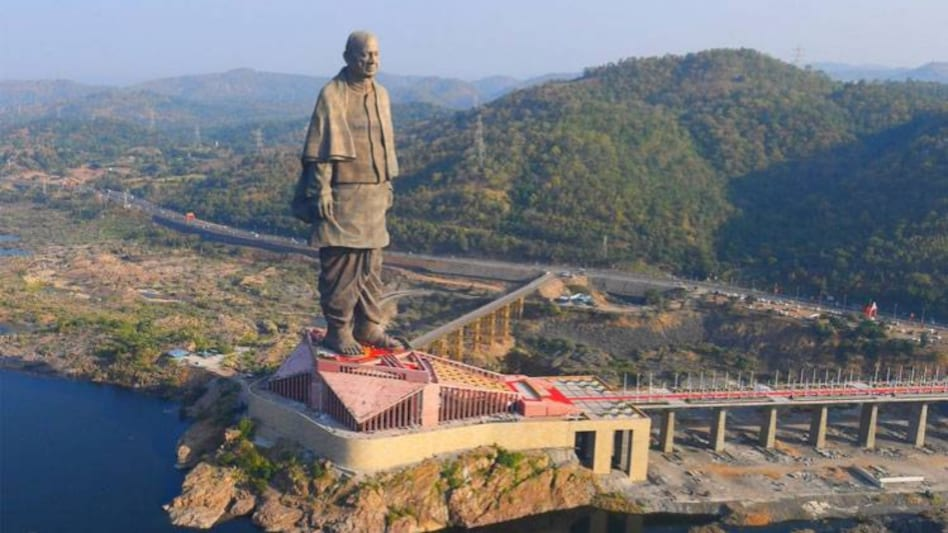
团结雕像
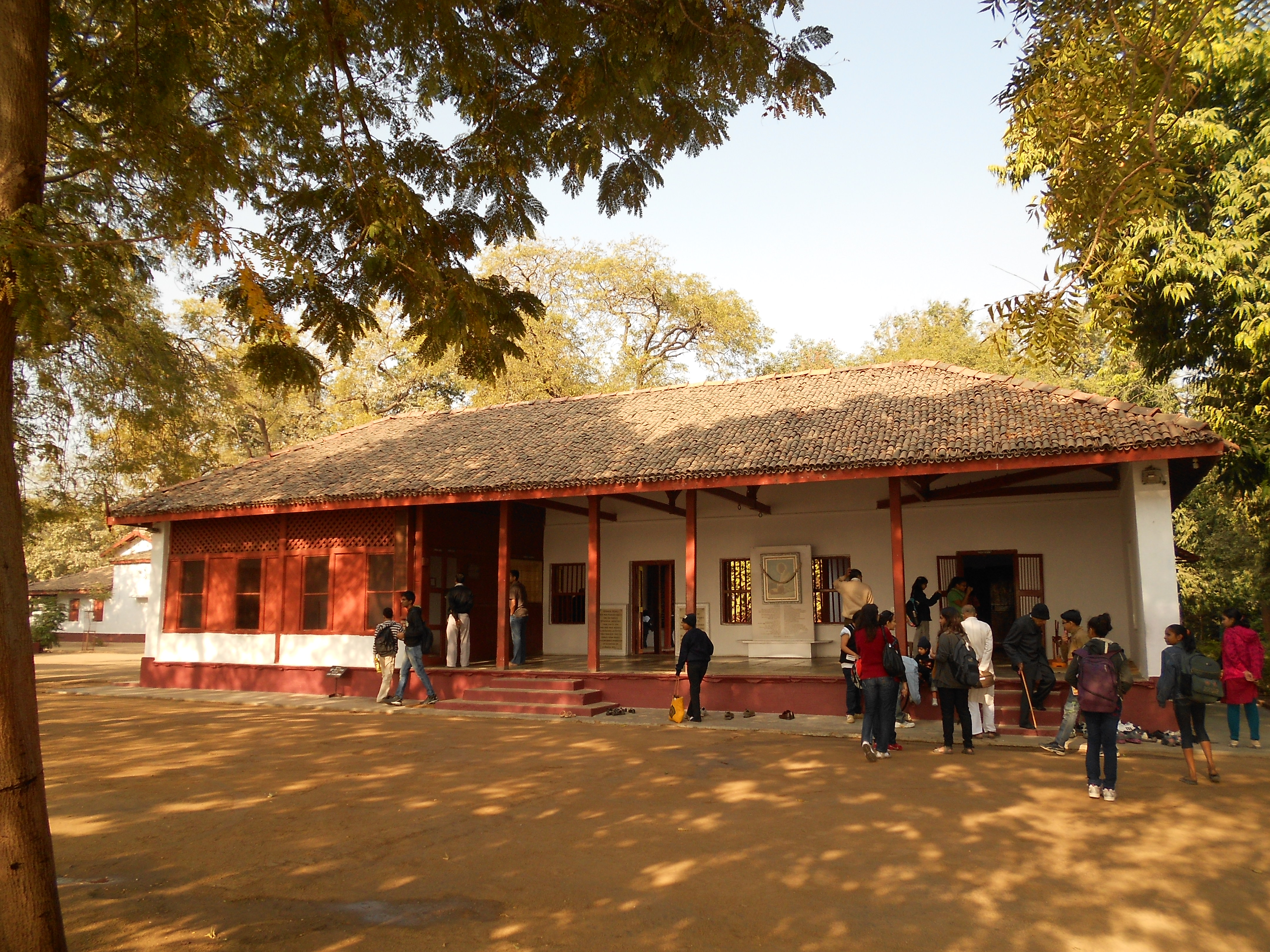
圣雄甘地故居萨巴尔马蒂道场
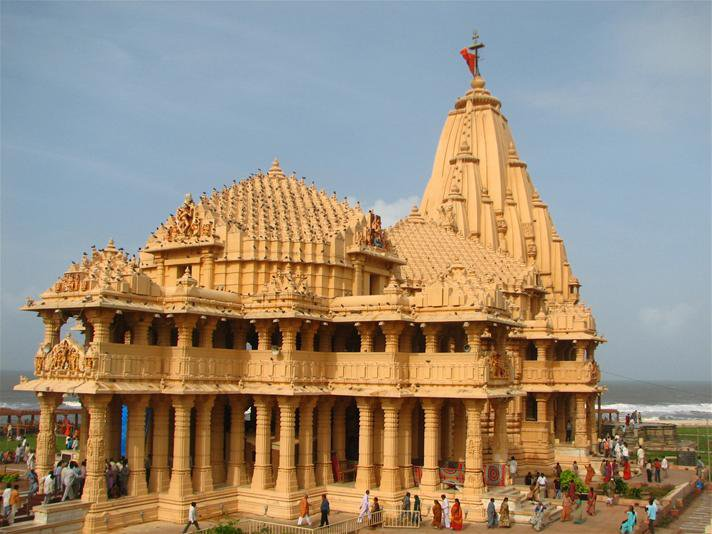
索姆纳特寺，十二处究提林迦圣地之首
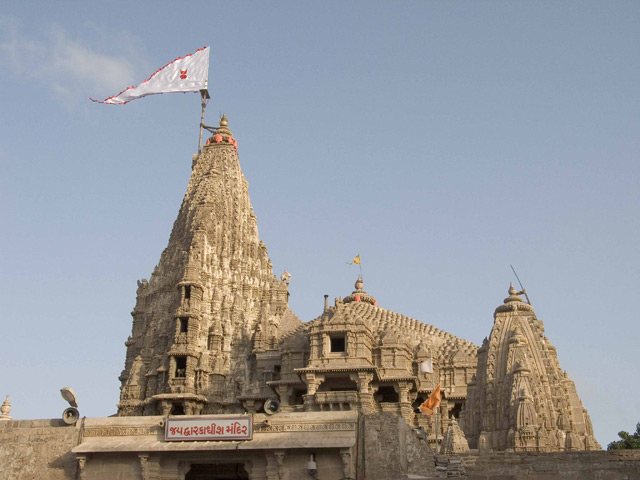
德瓦尔卡迪什神庙（英语：Dwarkadhish Temple），黑天信仰圣地
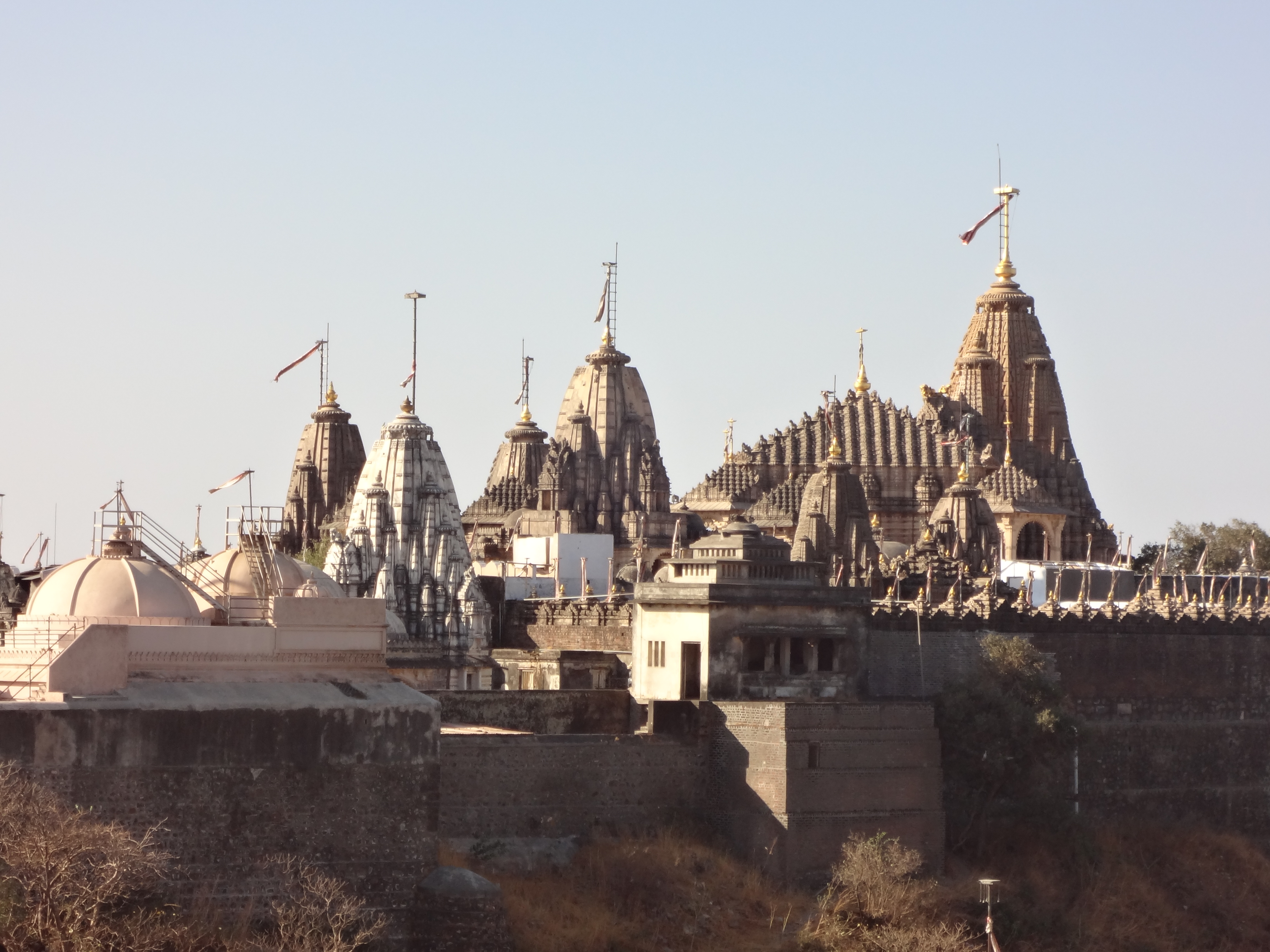
沙特伦贾亚山的巴利塔纳神庙群（英语：Palitana temples），耆那教圣地
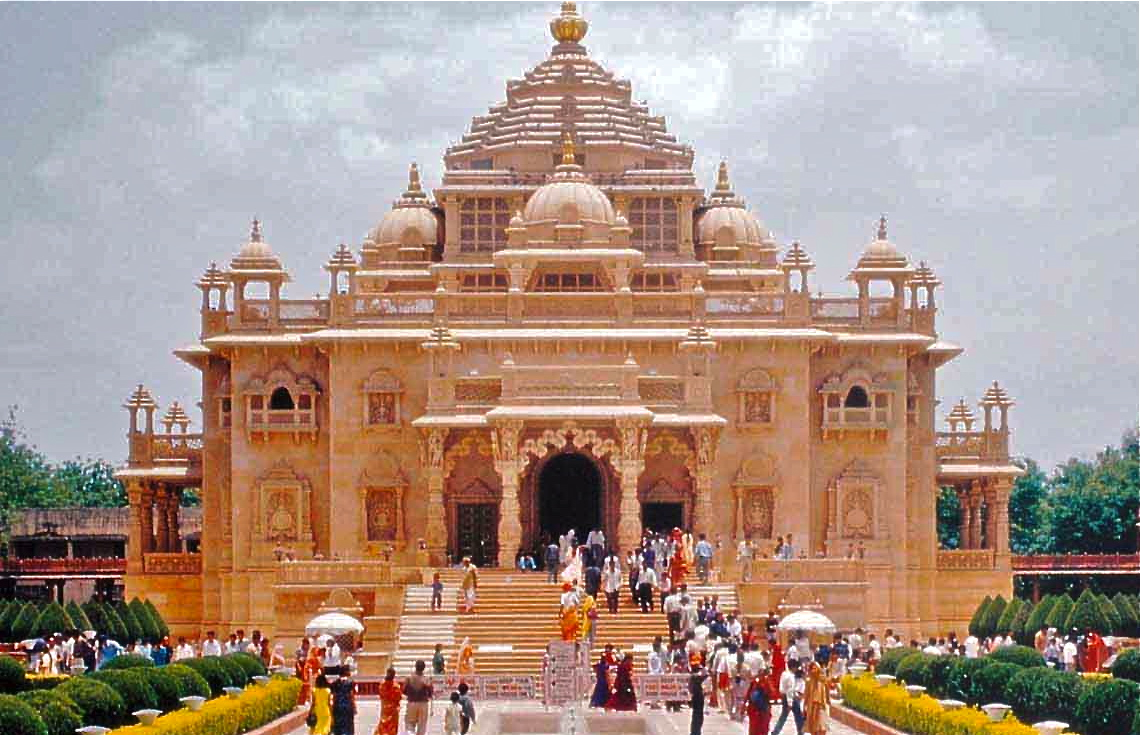
甘地讷格尔阿克萨达姆神庙（英语：Akshardham (Gandhinagar)）
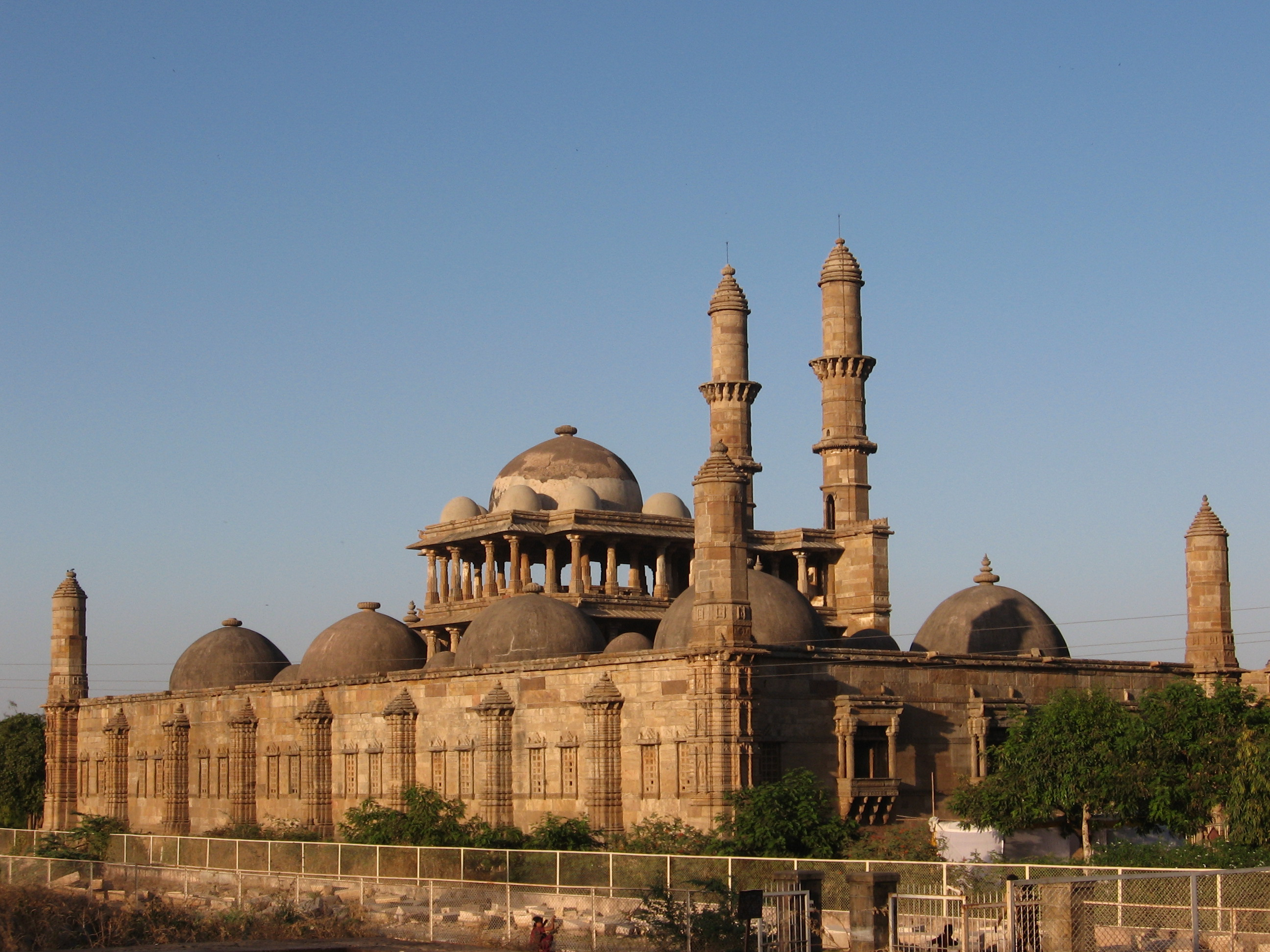
占帕内尔的贾玛清真寺（英语：Jama Mosque, Champaner）
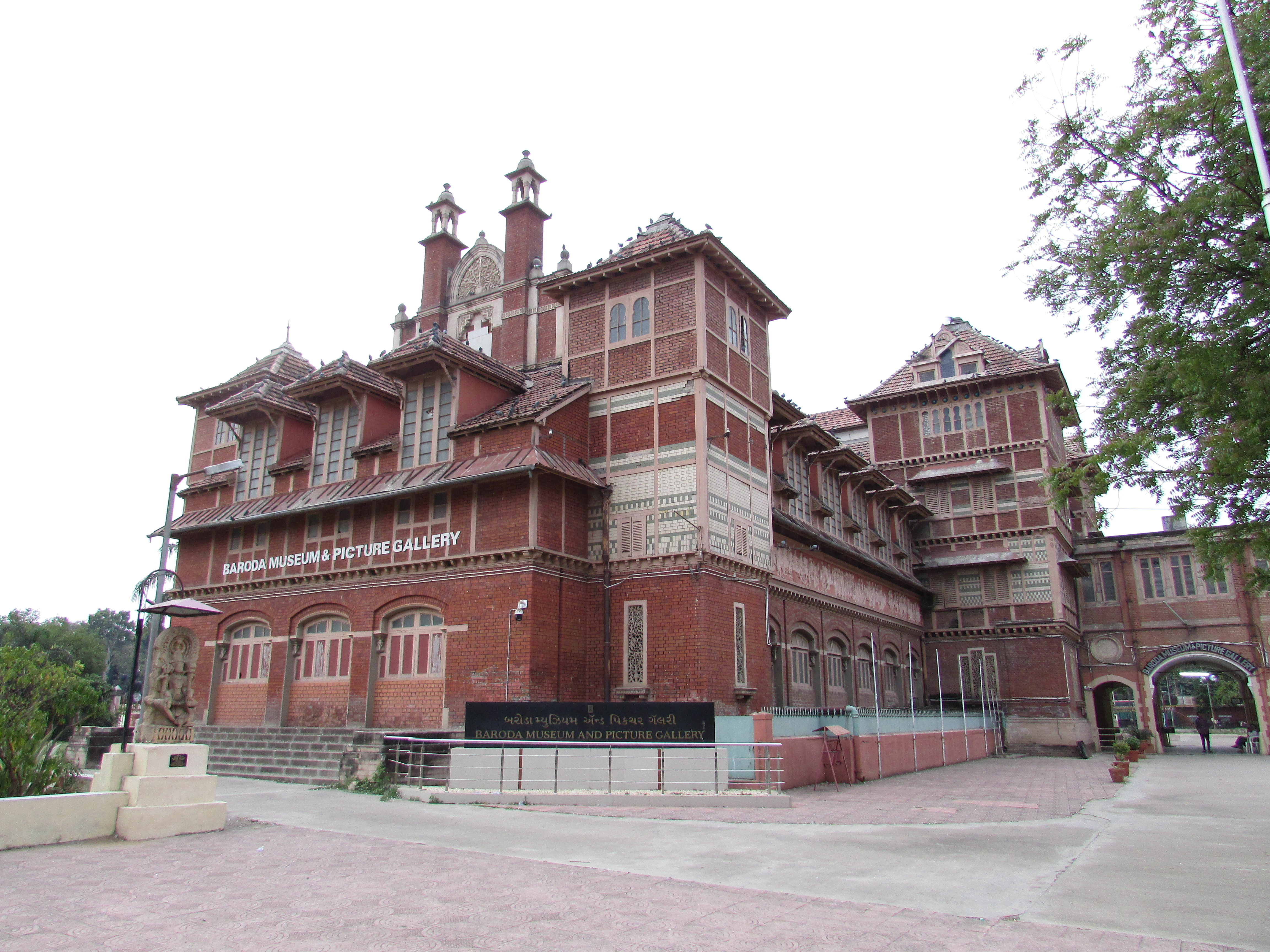
巴罗达博物馆与画廊（英语：Baroda Museum & Picture Gallery）
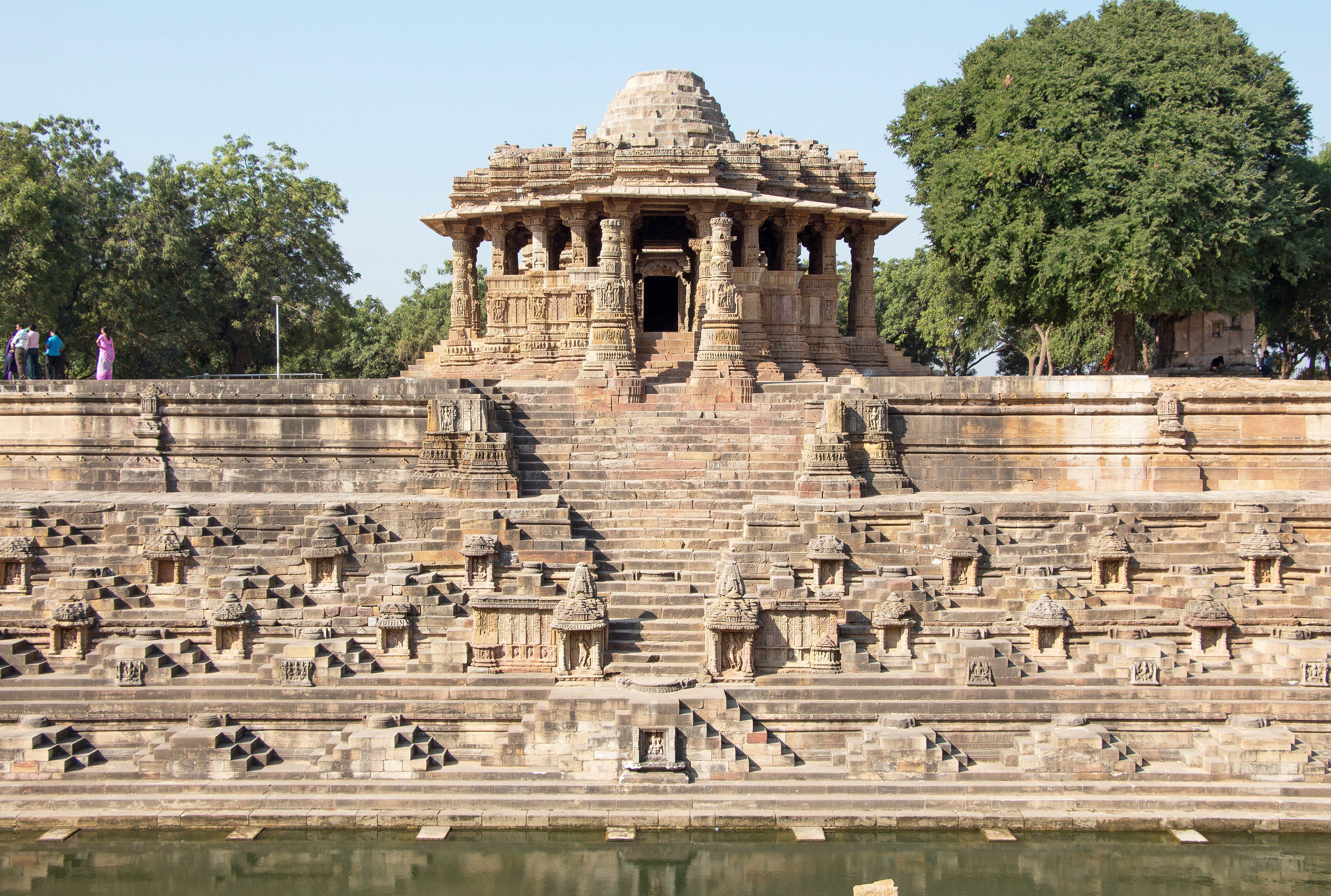
莫德拉太阳神庙（英语：Sun Temple, Modhera）
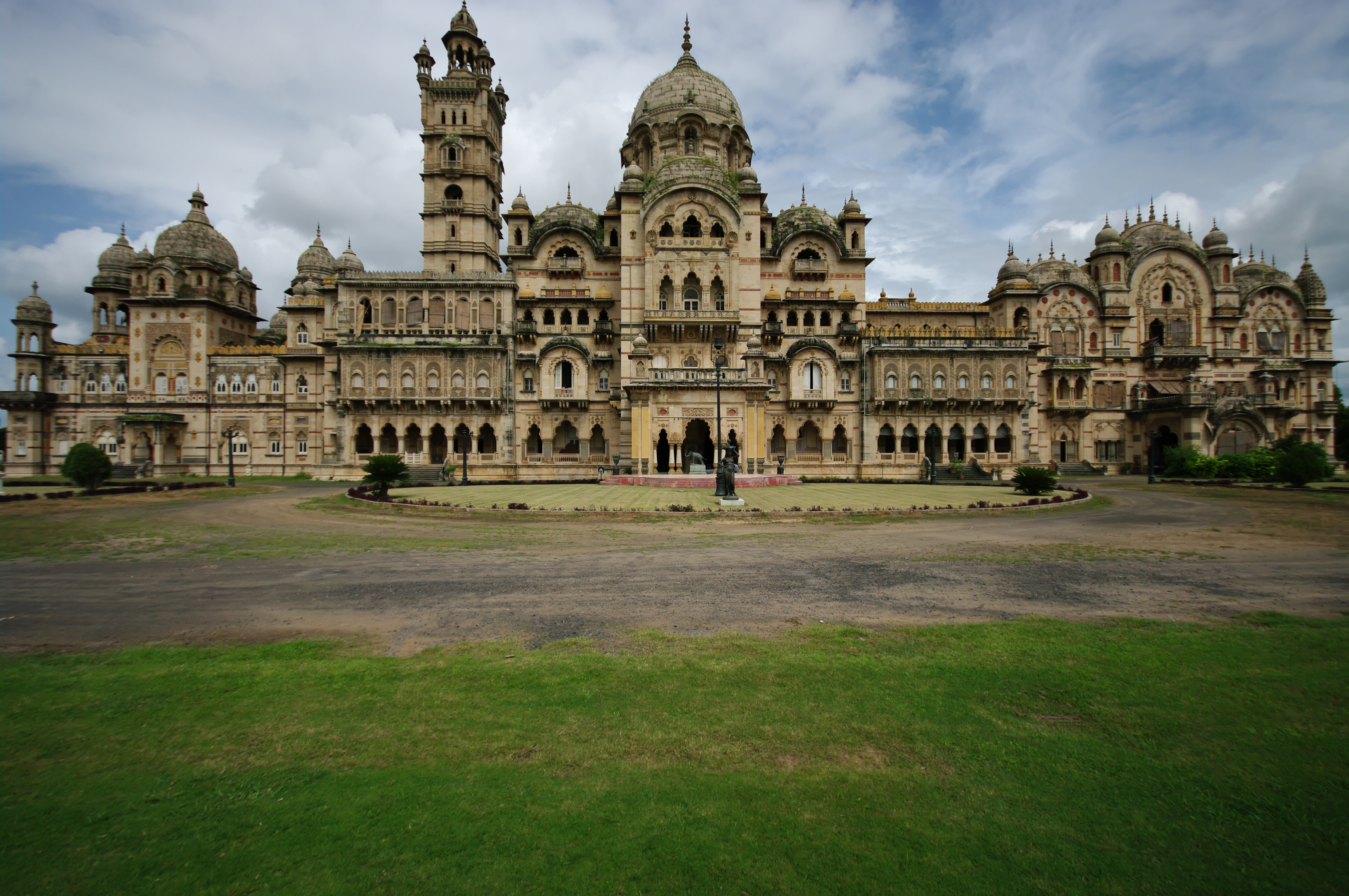
巴罗达的拉克什米宫（英语：Lakshmi Vilas Palace），巴罗达王公的宫殿
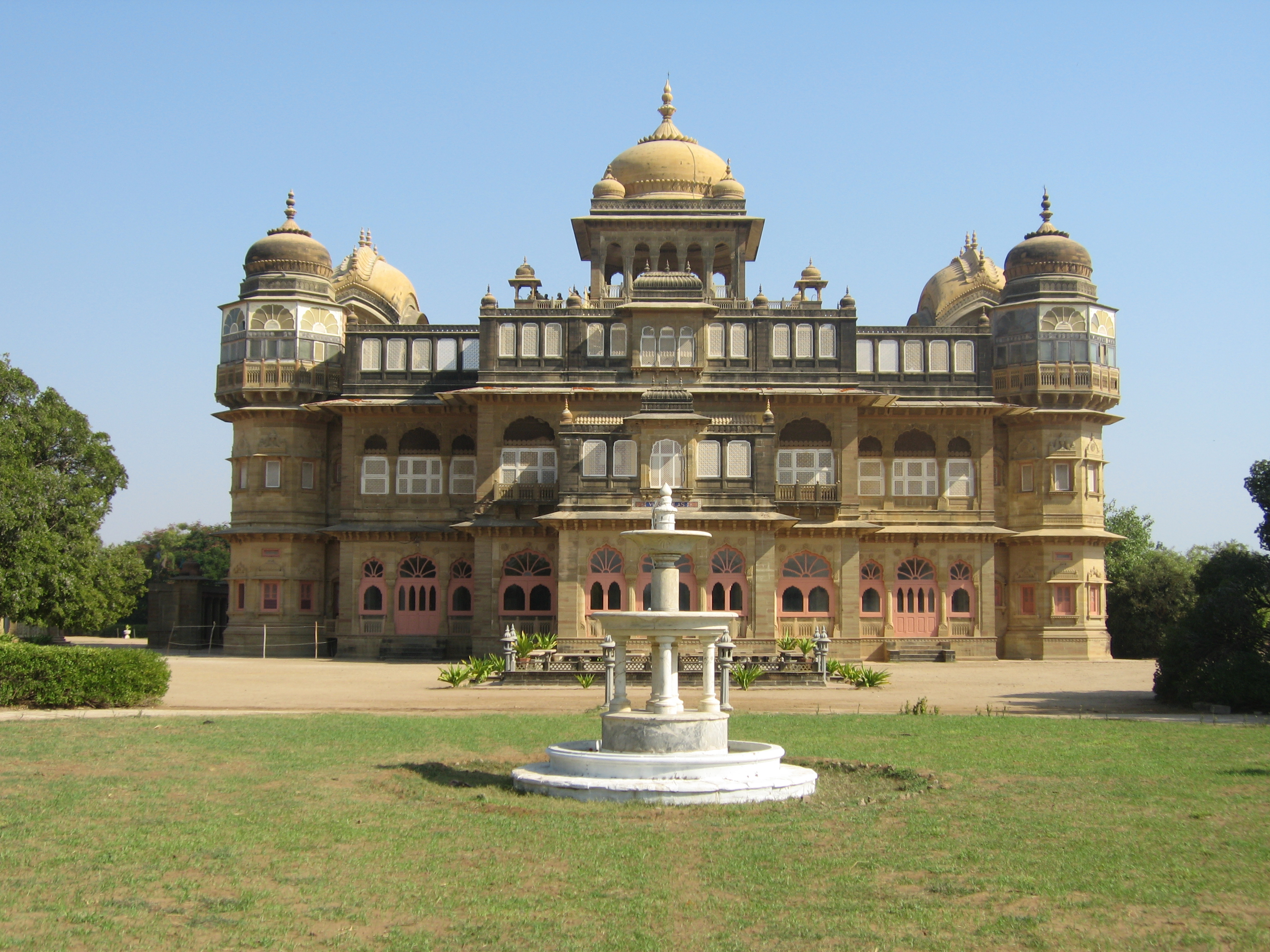
卡奇县的毗阇耶宫（英语：Vijay Vilas Palace），卡奇王公的宫殿
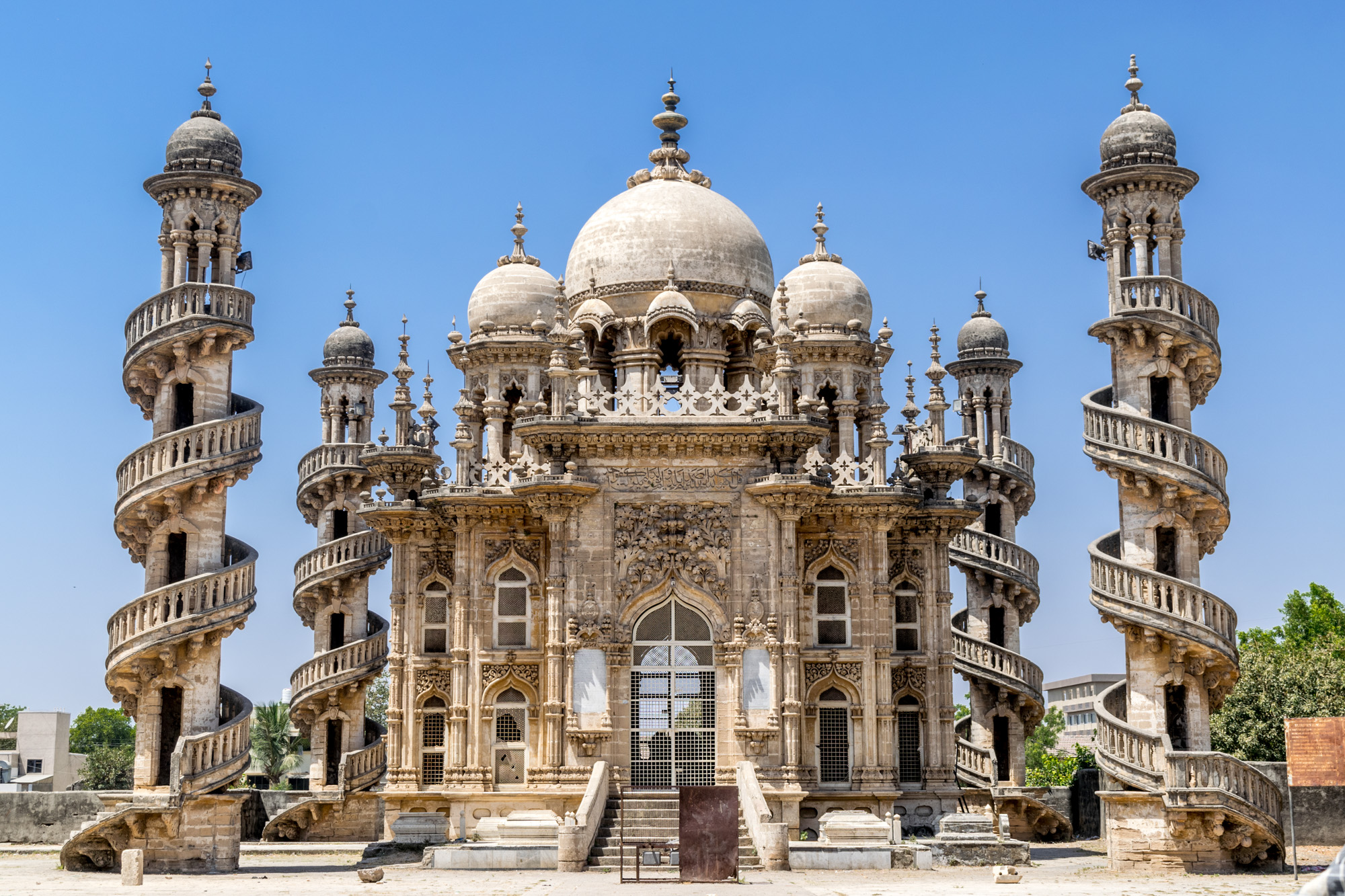
朱納格特的马哈巴特陵墓（英语：Mahabat Maqbara complex），朱纳格特王公陵墓
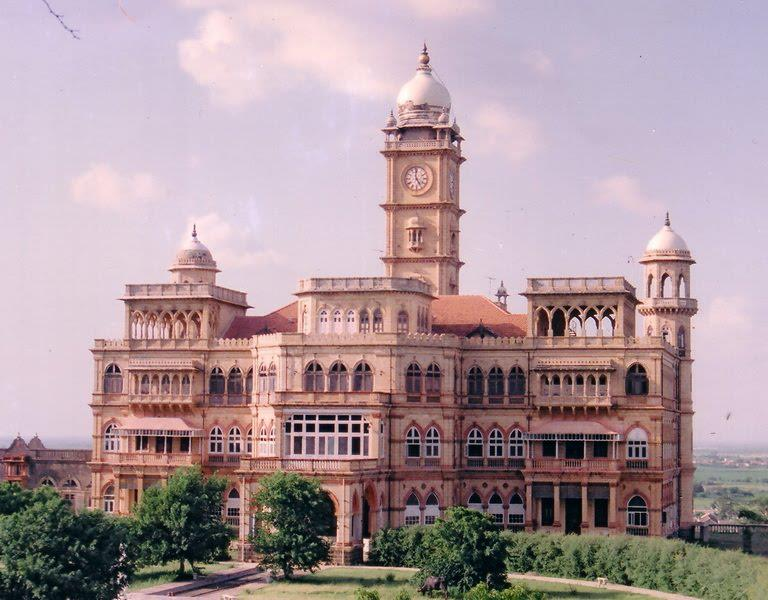
瓦卡内尔（英语：Wankaner）的瓦卡内尔宫，瓦卡内尔王公（英语：Wankaner State）宫殿
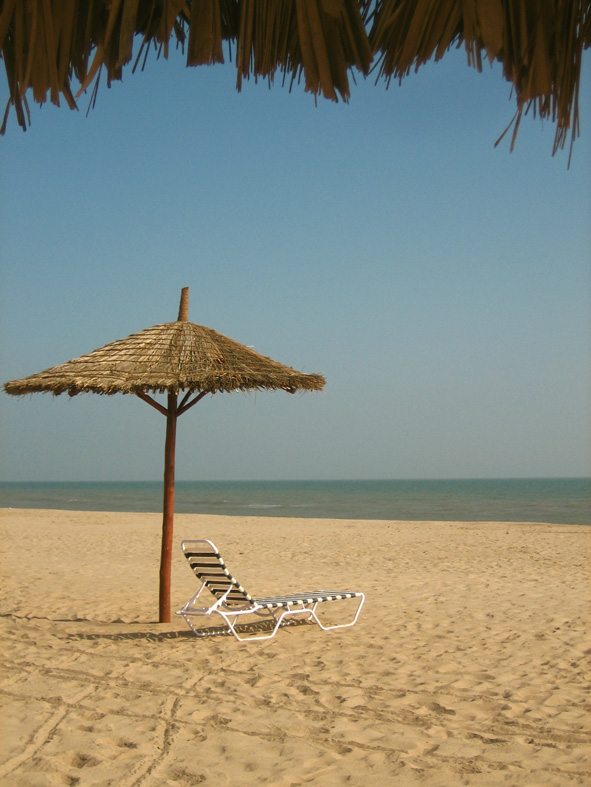
卡奇县的曼德维（英语：Mandvi）海滩
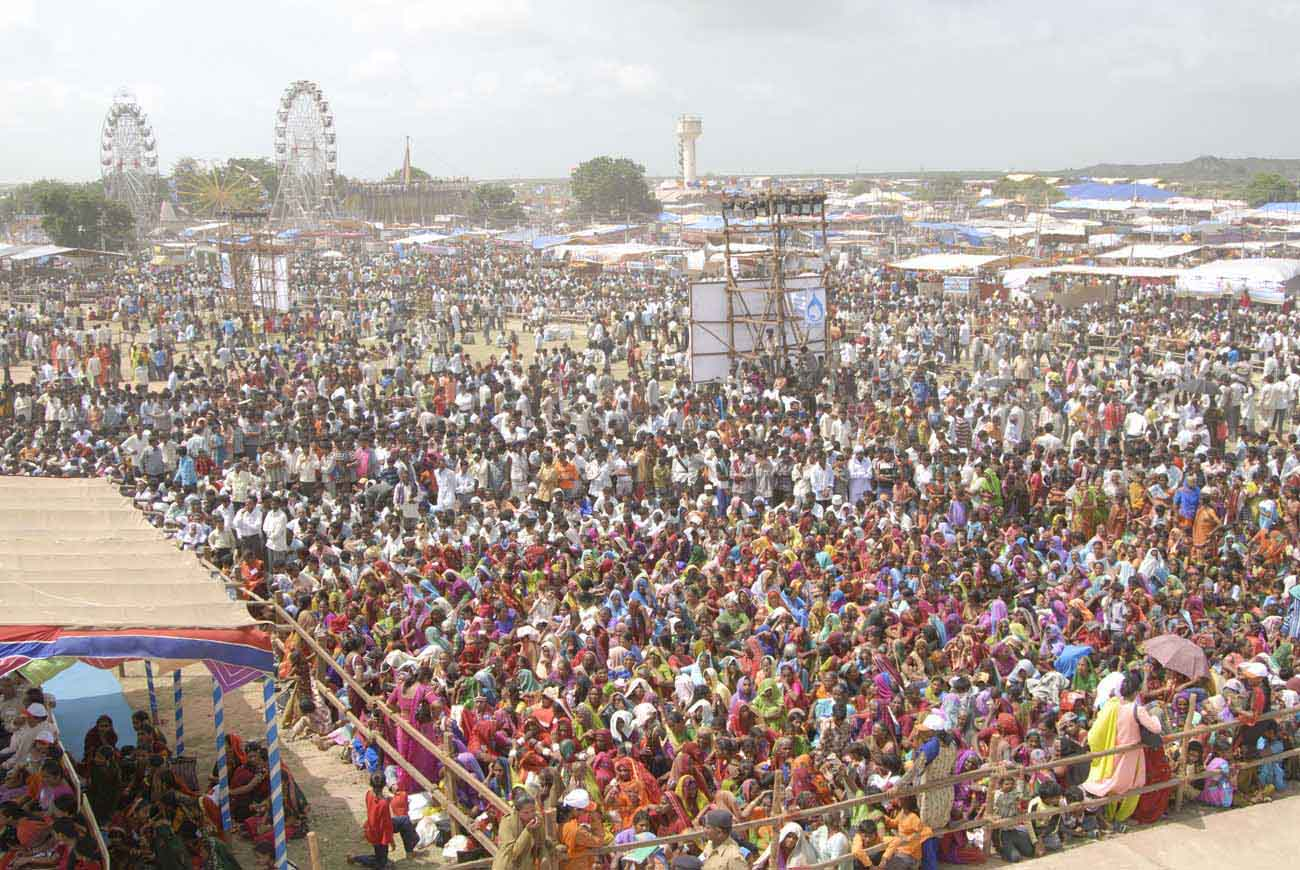
塔尔特纳尔（英语：Tarnetar）集市

### 书目
- Bleeker, Claas Jouco; Widengren, Geo.  II. Brill. 1971. ISBN 9789004025981.
- Boyce, Mary.  2nd. New York: Routledge & Kegan Paul. 2001. ISBN 9780415239028.
- Desai, Neera. . Vora & Co. 1978.

- Hodivala, Shahpurshah Hormasji. . Bombay: Captain Print Works. 1920.
- Jackson, Abraham Valentine Williams. . The Macmillan Company. 1906.
- Khanbaghi, Aptin.  reprint. I. B. Tauris. 2006. ISBN 9781845110567.

## 延伸阅读
- Yazdani, Kaveh (2017). India, Modernity and the Great Divergence: Mysore and Gujarat (17th to 19th C.). Leiden: Brill. xxxi + 669 pp. Online review.